# Brindisi
Brindisi ( AFI: /ˈbrindizi/; Vrìndisi in brindisino) è un comune italiano di 81 361 abitanti, capoluogo dell'omonima provincia in Puglia.
Centro tra i più popolosi del Salento, ha rivestito nei secoli, e riveste ancora, un importante ruolo commerciale e culturale, dovuto alla sua fortunata posizione sul mare Adriatico. È stata sede provvisoria del governo nel Regno d'Italia dal 1943 al 1944.

## Geografia fisica

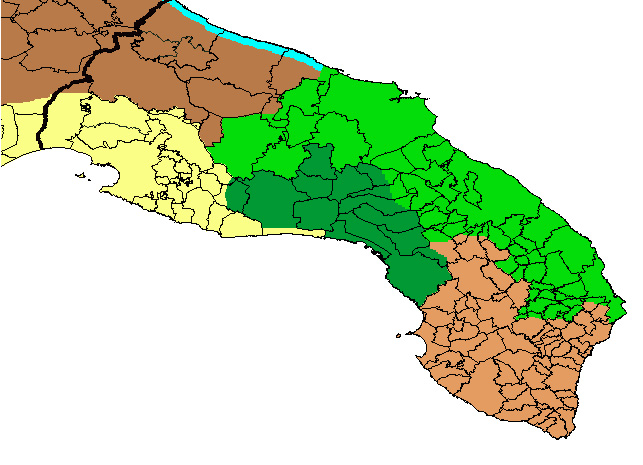
La pianura salentina per zone pedologiche

Brindisi sorge su un porto naturale, un'insenatura che si incunea profondamente nella costa adriatica della Puglia. All'interno dei bracci più esterni del porto vi sono le isole Pedagne, un arcipelago minuscolo attualmente non visitabile perché utilizzato per scopi militari (Gruppo Scuole Onu, base realizzata ai tempi dell'intervento in Bosnia).
Presentando una morfologia del territorio pianeggiante, l'intero territorio comunale rientra nella Piana di Brindisi e si caratterizza per l'elevata vocazione agricola dei suoi terreni. Si trova nella parte nord-orientale della pianura salentina, a circa 40 km dalla valle d'Itria e quindi dalle prime propaggini delle basse Murge. Poco distante dalla città si trova la Riserva naturale statale Torre Guaceto. Il mar Ionio si trova, invece, a circa 45 km. Nel territorio comunale è compresa la frazione di Tuturano, distante dal capoluogo circa 10 km.
L'area comunale settentrionale è bagnata dal principale corso d'acqua del Salento, il Canale Reale, che sfocia presso Torre Guaceto.

### Territorio
Il territorio brindisino è caratterizzato da un'ampia area sub pianeggiante dalla quale emergono depositi calcarenitici e sabbiosi di origine marina; i quali a loro volta presentano un livello più profondo argilloso del pleistocene inferiore, e uno ancora successivo carbonatico composto da calcari mesozoici e da terreni del ciclo sedimentario della Fossa bradanica. Lo sviluppo dell'agricoltura, soprattutto intensiva, ha causato un aumento dell'utilizzo delle risorse idriche comportando però un aumento indiscriminato degli utilizzi.

### Clima
In base alle medie di riferimento trentennale (1961-1990), la temperatura media del mese più freddo, gennaio, si attesta attorno ai +9,6 °C, mentre quella del mese più caldo, agosto, si aggira sui +25 con picchi che possono raggiungere anche i +35-40 °C. Le precipitazioni medie annue, inferiori ai 600 mm, presentano un minimo in primavera-estate ed un picco in autunno-inverno.
| Brindisi                           | Mesi | Mesi | Mesi | Mesi | Mesi | Mesi | Mesi | Mesi | Mesi | Mesi | Mesi | Mesi | Stagioni | Stagioni | Stagioni | Stagioni | Anno  |
| Brindisi                           | Gen  | Feb  | Mar  | Apr  | Mag  | Giu  | Lug  | Ago  | Set  | Ott  | Nov  | Dic  | Inv      | Pri      | Est      | Aut      | Anno  |
| ---------------------------------- | ---- | ---- | ---- | ---- | ---- | ---- | ---- | ---- | ---- | ---- | ---- | ---- | -------- | -------- | -------- | -------- | ----- |
| T. max. media (°C)                 | 12,7 | 13,2 | 15,0 | 18,0 | 22,0 | 25,8 | 28,5 | 28,6 | 25,9 | 21,6 | 17,4 | 14,1 | 13,3     | 18,3     | 27,6     | 21,6     | 20,2  |
| T. min. media (°C)                 | 6,3  | 6,6  | 7,9  | 10,1 | 13,7 | 17,6 | 20,4 | 20,6 | 18,2 | 14,7 | 10,5 | 7,6  | 6,8      | 10,6     | 19,5     | 14,5     | 12,9  |
| Precipitazioni (mm)                | 60,2 | 63,1 | 73,4 | 35,0 | 28,7 | 19,4 | 10,3 | 25,3 | 45,6 | 71,0 | 74,2 | 68,1 | 191,4    | 137,1    | 55,0     | 190,8    | 574,3 |
| Giorni di pioggia                  | 9    | 8    | 8    | 6    | 4    | 3    | 2    | 3    | 4    | 6    | 7    | 9    | 26       | 18       | 8        | 17       | 69    |
| Umidità relativa media (%)         | 78   | 75   | 74   | 72   | 70   | 71   | 70   | 72   | 74   | 76   | 77   | 77   | 76,7     | 72       | 71       | 75,7     | 73,8  |
| Eliofania assoluta (ore al giorno) | 3,9  | 4,4  | 5,3  | 6,7  | 8,6  | 9,9  | 10,8 | 9,8  | 8,0  | 6,2  | 4,4  | 3,6  | 4,0      | 6,9      | 10,2     | 6,2      | 6,8   |

- Classificazione climatica di Brindisi[12]:
  - Zona climatica C;
  - Gradi giorno 1083.

## Origini del nome
Il toponimo cittadino deriva dal latino Brundisium, a sua volta derivato, tramite il greco antico Brentesion, dal messapico Brention, traducibile in "testa di cervo" (vedasi il collegamento filogenetico all'albanese bri, brî - pl. brirë, brinë, cioè "corno", "ramificazione", dal proto-albanese *brina, *brena), con riferimento alla forma caratteristica del suo porto, che parrebbe richiamare la forma della testa dell'animale. Tuttavia, poiché toponimi più o meno simili sussistono in varie parti d'Europa, secondo il linguista Giovanni Alessio le sue origini sarebbero in realtà preindoeuropee.
Nel suo De verborum significatione Sesto Pompeo Festo, grammatico romano del II secolo, ci fa sapere che esisteva una forma poetica del nome, cioè Brenda (prob. Brunda), usata per brevità (Parte I, p. 24. Budapest, 1889).

## Storia
Città antichissima, considerata uno dei porti naturali più grandi di tutto il Mar Mediterraneo e definita la "porta d'Oriente" per via della sua strategica posizione geografica, in un crocevia di culture e genti, ha vissuto una storia altalenante, caratterizzata da periodi aurei e momenti di decadenza, sempre in stretta correlazione con l'importanza del suo porto.

### Origine
Nel promontorio di Punta le Terrare, che si trova nel porto esterno, è stato individuato un villaggio dell'età del bronzo media (XVI secolo a.C.) dove un gruppo di capanne, protette da un terrapieno di pietre, ha restituito frammenti di ceramica micenea. Lo stesso Erodoto aveva parlato di un'origine micenea per queste popolazioni. La necropoli di Tor Pisana (a sud dell'attuale centro storico di Brindisi) ha restituito vasi protocorinzi della prima metà del VII secolo a.C. La Brindisi messapica intrattenne certamente rapporti commerciali intensi con l'opposta sponda adriatica e con le popolazioni greche dell'Egeo: tali rapporti sono oggi documentati da numerosi reperti archeologici mentre fu in contrasto con la vicina Taranto.

### Il periodo romano

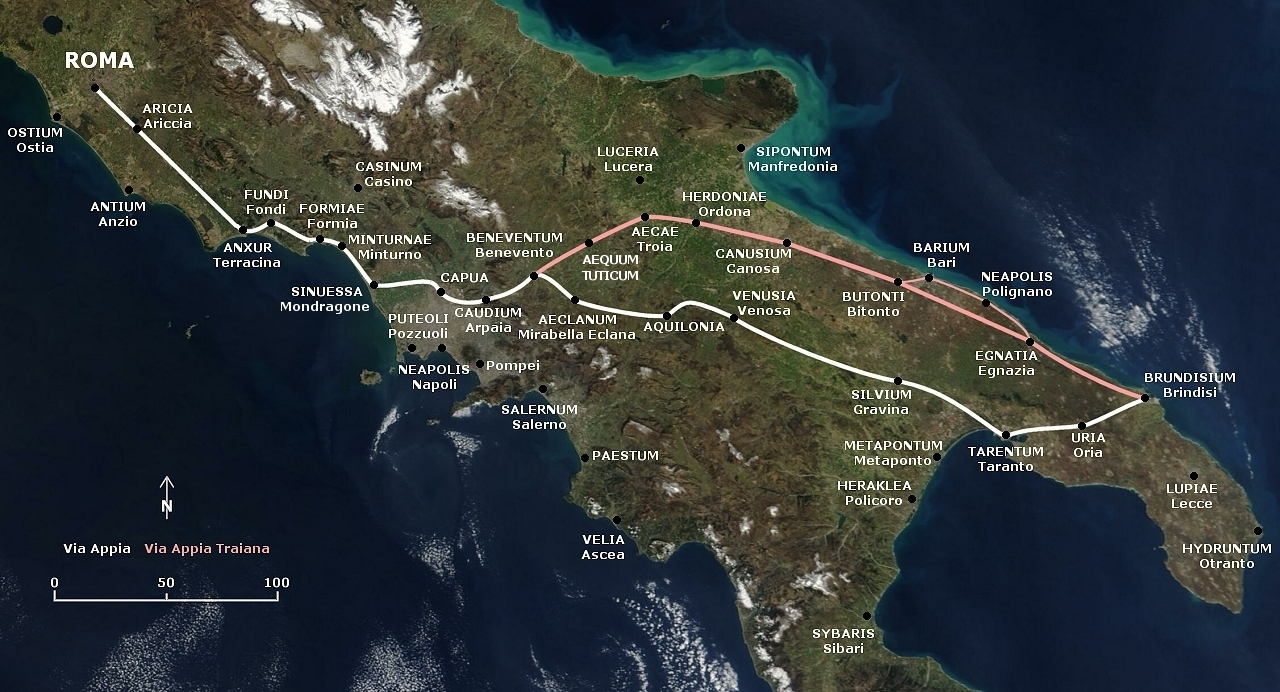
Il percorso delle vie Appia (in bianco) e Traiana (in rosso)

Nel 267 a.C. Brindisi fu conquistata dai Romani divenendo un importantissimo scalo per la Grecia e l'Oriente, e venne elevata a rango di municipio optimo iure nel 240 a.C., status che riconosceva ai brindisini la cittadinanza romana. In quel periodo la città visse la sua età aurea e godette di importanti collegamenti stradali con Roma attraverso le vie Appia (la cosiddetta Regina Viarum) e Minucia (la futura Appia Traiana). Crocevia culturale, soprattutto per chi si recava in Grecia per motivi culturali, diede i natali al poeta Marco Pacuvio, il più grande tragediografo latino, nipote del leccese Quinto Ennio, che era considerato da Cicerone il "padre della letteratura latina"; Giulio Cesare ed Ottaviano si imbarcarono da Brindisi per raggiungere l'Egitto; Marco Tullio Cicerone vi sostò in quanto ospite di Lenio Flacco e qui scrisse le Lettere Brindisine; a Brindisi si trattenne Orazio, accompagnato da Mecenate; fu meta dello sbarco di Agrippina con le ceneri di Germanico (Q. Orazio Flacco, Sermones, I.5); il celebre poeta Virgilio vi morì il 21 settembre 19 a.C. proprio tornando da un viaggio in Grecia. Nel periodo di massimo splendore di Roma, Brindisi rappresentava forse il porto più importante di tutto l'impero; proprio il suo scalo sarà importante anche nel Medioevo per le crociate in Terrasanta, e nel XIX secolo per il collegamento tra Londra e le Indie Orientali (nel principale cimitero comunale ci sono molte tombe inglesi risalenti alla seconda metà dell'Ottocento).

### Medioevo

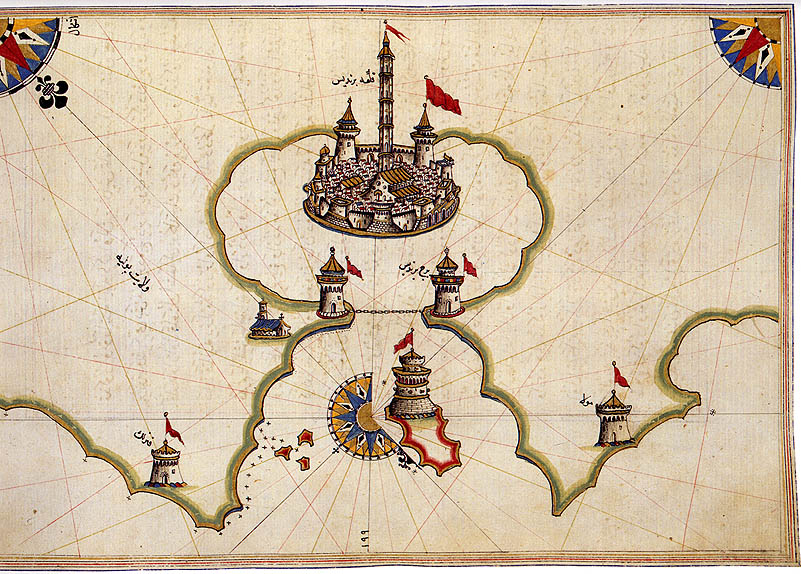
Mappa di Brindisi del XVI secolo opera dell'ammiraglio turco Piri Reìs

Sede episcopale sin dall'età apostolica, Brindisi fu un centro importante per l'evangelizzazione della zona. Esaurito il fortunato periodo sotto l'Impero romano, la città era già desolata nel VI secolo quando fu occupata dai Goti; nel 674 fu presa dai Longobardi guidati da Romualdo e assaltata dai Saraceni nell'838; ritornò quindi stabilmente sotto il controllo degli imperatori bizantini che si preoccuparono di ricostruirla, forse agli inizi dell'XI secolo, affidandone l'incarico al protospatario Lupo.
Nel 1070 fu presa dai Normanni divenendo parte del Principato di Taranto e del Ducato di Puglia e Calabria; fu prima signoria dei conti di Conversano e poi, dopo la rivolta baronale del 1132, città demaniale per volere di Ruggero II; la città salentina recuperò in parte il fasto del passato durante il periodo delle Crociate, quando riottenne la sede episcopale, vide la costruzione della nuova cattedrale e di un nuovo castello con un importante arsenale, divenne porto privilegiato per la Terra santa e anche sede di una delle due zecche del Regno di Sicilia.
Fu nella Cattedrale di Brindisi che ebbero luogo le nozze del principe normanno Ruggero, figlio di re Tancredi (che nel 1192 vi lasciò a ricordo una fontana monumentale) e quelle dell'imperatore Federico II di Svevia, con l'erede alla corona di Gerusalemme, Isabella (o Jolanda) di Brienne (9 novembre 1225) e, sempre Federico II, partì proprio dal porto brindisino nel 1227 per la Sesta crociata.
Fu fortemente colpita dalla peste nera e riguadagnò, lentamente, le antiche dimensioni demografiche grazie a importanti flussi migratori di slavi, albanesi e greci che giungevano d'oltremare.

Vittorio Emanuele III a Brindisi passa in rassegna una formazione del Regio Esercito

### Storia moderna
Dal 1496 al 1509 appartenne a Venezia per poi passare sotto il dominio spagnolo. Proprio sotto il periodo vicereale iniziò un lungo periodo di declino, di pari passo al progressivo impaludamento del porto. Questo malgoverno portò Brindisi in una situazione alquanto critica, mentre la dominazione spagnola aveva fatto della città un polo strategico per la religione cattolica (infatti la città contava circa 36 conventi); l'aristocrazia viveva nella dissolutezza più assoluta, il popolo viveva nella povertà più disperata. Stanchi di questa drammatica situazione, il 5 giugno 1647 due piccoli commercianti navali, Teodoro e Donato Marinazzo, organizzarono e aizzarono la folla in una rivolta che vide la prigionia del sindaco, l'incendio del palazzo della zecca, l'assalto alle dimore dei nobili al servizio della Spagna e culminò con l'instaurazione di una specie di "governo autonomo"; la rivolta fu sedata solo un anno dopo, quando fu inviata una flotta ad espugnare la città. I fratelli Marinazzo vennero catturati e impiccati a Napoli il 29 gennaio 1650.
Con la successiva dominazione borbonica si ebbe un periodo di crescita economica: nel 1775, sotto Ferdinando I delle Due Sicilie, fu riattivato il canale d'uscita del porto interno e furono risanate le paludi adiacenti alla città.

### Storia contemporanea
L'annessione al Regno d'Italia, nel 1860, e l'apertura del canale di Suez, nel 1869, portarono a Brindisi una linfa vitale nuova, che permise di diventare il terminale preferenziale per la Valigia delle Indie e importante snodo mercantile per la grande ex colonia britannica.
Durante la seconda guerra mondiale Brindisi divenne sede del comando alleato per il basso Mare Adriatico, acquisendo una notevole importanza strategica e pagando tale ruolo con diversi bombardamenti nella zona storica.
Tra il settembre 1943 e il febbraio 1944, successivamente alla fuga di Vittorio Emanuele III da Roma, la città offrì rifugio all'intera dinastia divenendo per sei mesi sede temporanea di governo.

### Simboli
(Dante Alighieri, Divina Commedia, Purgatorio - Canto III)

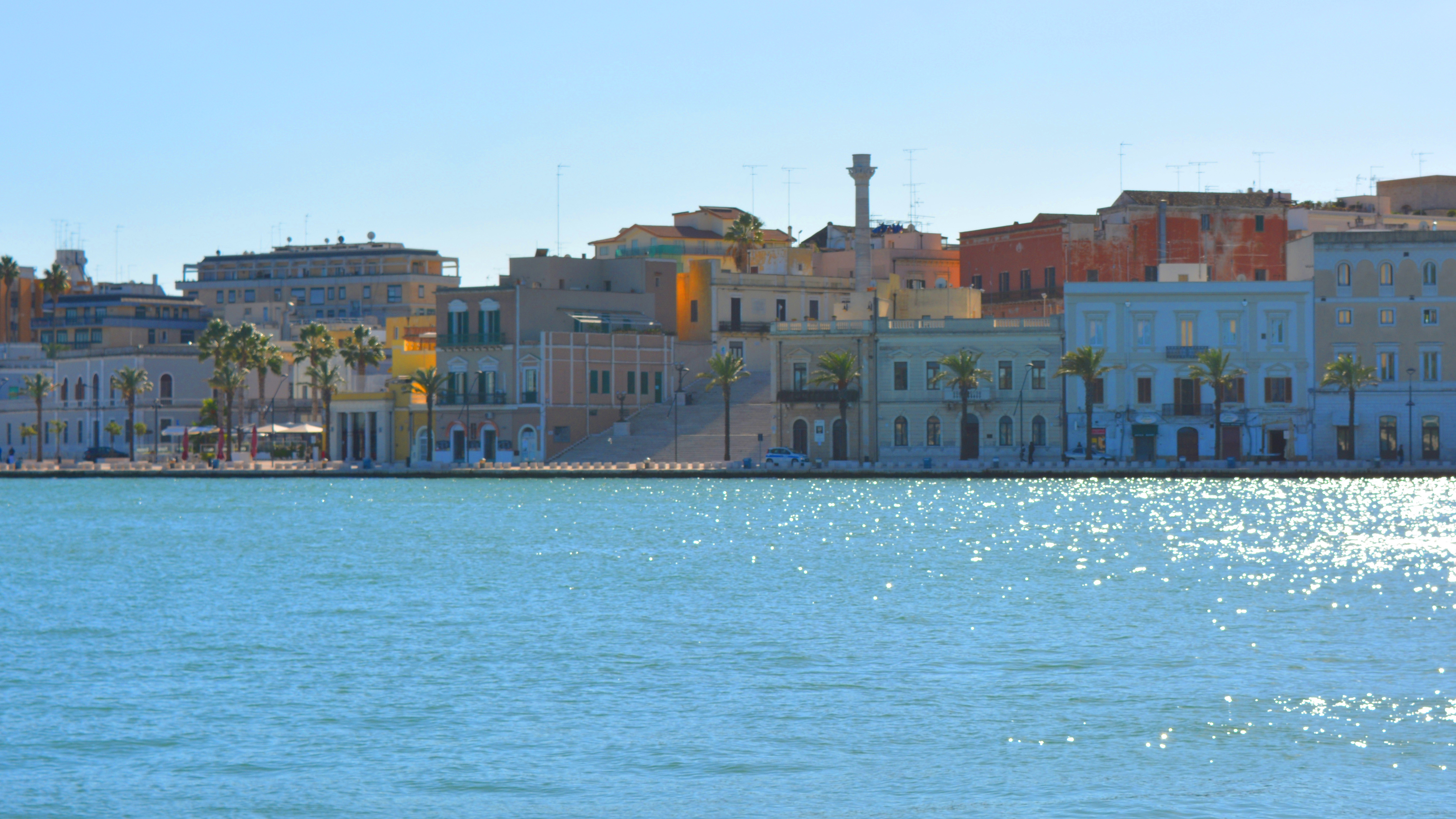
Lungomare Regina Margherita di Brindisi

Lo stemma, riconosciuto con decreto del capo del governo del 10 agosto 1924, è blasonato:
Lo stemma della città di Brindisi, trae origine da alcune caratteristiche peculiari dell'antica città di Brindisi, alcune di esse ancora oggi visibili. La testa di cervo deriva dal toponimo messapico della città "Brention", toponimo ispirato dalla forma del porto cittadino, che ricorda, appunto, le ramificazioni delle corna di un cervo: ciò è chiaramente visibile ancora oggi nelle foto satellitari, che evidenziano i due seni, di levante e di ponente, in cui il porto è diviso. Nello stemma sono inoltre raffigurate le cosiddette "colonne terminali" della Via Appia, visibili oggi in cima a quella che è comunemente denominata la "Scalinata Virgilio".
Il gonfalone, concesso con regio decreto del 2 agosto 1929, è costituito da un drappo di azzurro. È attestato anche l'uso di una bandiera, un drappo di azzurro caricato dello stemma comunale

Gonfalone della città

## Monumenti e luoghi d'interesse
La città di Brindisi conserva interessanti testimonianze monumentali dall'antichità all'età moderna. Di seguito i luoghi di maggiore interesse.

### Architetture religiose

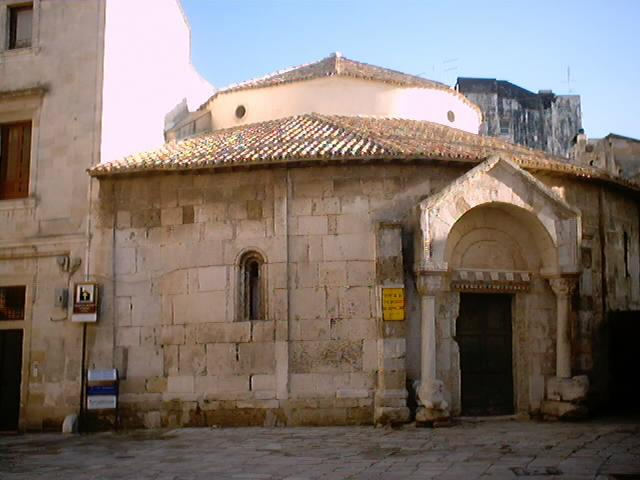
Chiesa di San Giovanni al Sepolcro

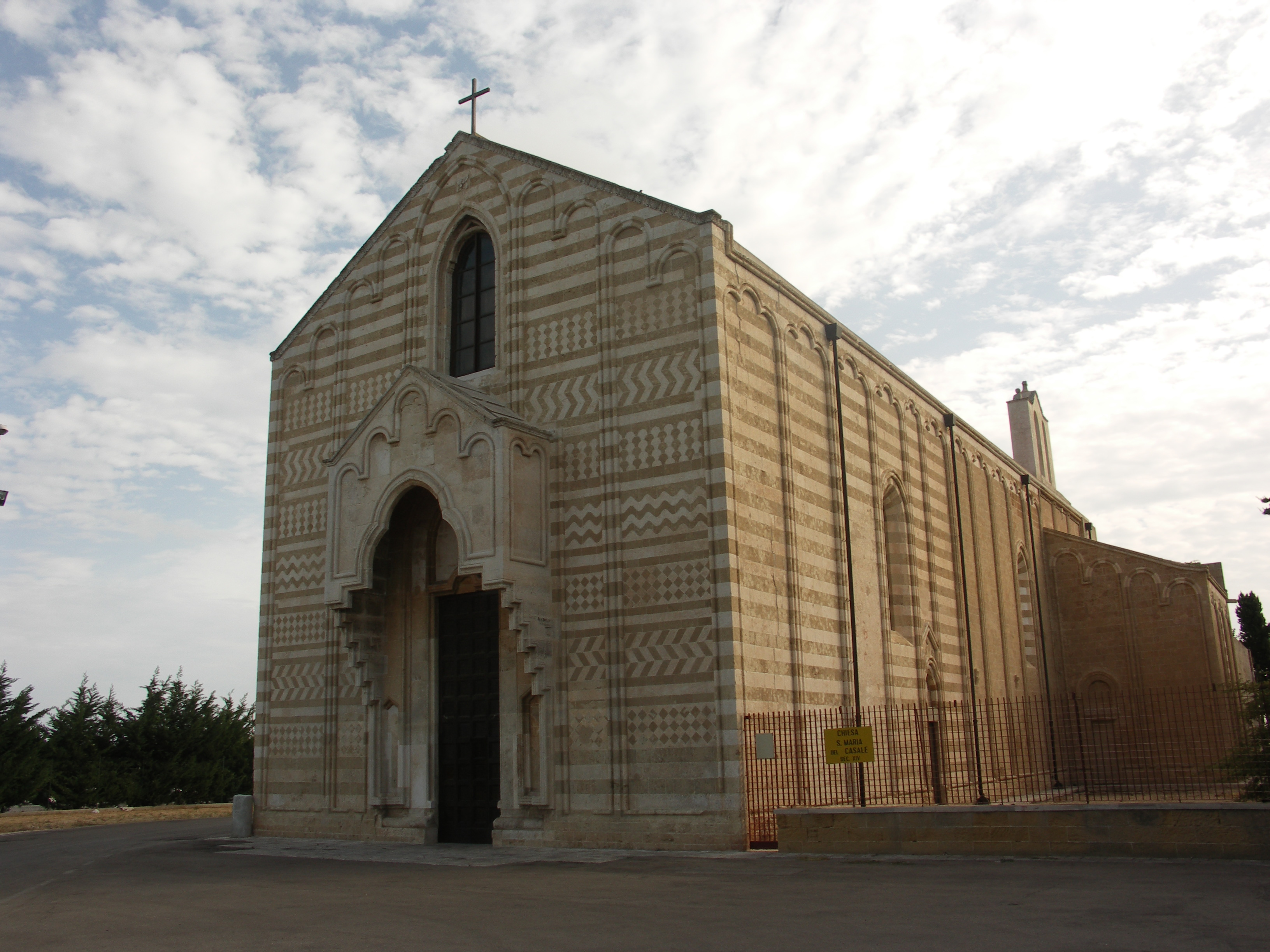
Chiesa di Santa Maria del Casale, capolavoro romanico-gotico

#### Periodo medievale
- La chiesa di San Benedetto, costruita nel 1090 circa per le monache benedettine con la intitolazione di Santa Maria Veterana. Il campanile è in puro stile romanico pugliese. Particolarmente suggestivo il chiostro romanico dell'XI secolo.
- La chiesa di San Giovanni al Sepolcro ha una pianta circolare risalente forse agli inizi del XII secolo e tracce di affreschi lungo le pareti interne. Di particolare interesse il portale, sormontato da un protiro con decorazioni in bassorilievo.
- La Cattedrale, eretta in stile romanico tra l'XI e il XII secolo, conserva di quel periodo solo alcuni tratti interessanti del pavimento musivo originale (XII secolo).
- La chiesa della Santissima Trinità o di Santa Lucia, risale alla fine del XII secolo: di questo periodo conserva la cripta quasi completamente affrescata; è stata modificata nei secoli successivi.
- La chiesa del Cristo, ultimata intorno al 1232, ha una facciata di stile romanico con un grande rosone (di restauro). All'interno presenta due sculture lignee interessanti: un Crocefisso e una Madonna col Bambino, entrambi riconducibili alla scultura gotica francese del XIII secolo.
- La chiesa di San Paolo Eremita, raro esempio di gotico pugliese, fu costruita agli inizi del XIV secolo. Notevoli gli altari barocchi conservati.
- La chiesa di Santa Maria del Casale fuori dal centro abitato, pregevole esempio di architettura di passaggio dal romanico al gotico, fu costruita intorno al 1300. Nell'interno è possibile ammirare affreschi trecenteschi.

#### Dal Rinascimento all'Unità d'Italia
- La chiesa di Santa Maria degli Angeli, fu costruita nel 1609 per iniziativa di San Lorenzo per le clarisse di Brindisi.
- La chiesa di Santa Teresa, costruita nel 1671 nel quartiere detto "degli spagnoli", è tipico esempio di architettura barocca.
- La facciata e il campanile della Cattedrale risalgono alla seconda metà del Settecento, quando l'edificio venne ricostruito a seguito del terremoto del 1743.
- La Chiesa Ortodossa di san Nicola, edificata nel 1891, situata in Via Indipendenza.

Il suolo di proprietà di Salvatore Perrone, su cui doveva erigersi la Chiesa greco-ortodossa, dedicata a San Nicola, fu acquistato il 12 aprile 1891 da Malvina Omero sposa di Giuseppe Nervagna e Socrate Cocotò, vice console ellenico a nome e per conto della comunità greca di Brindisi. Poté costruirsi per volontaria sottoscrizione e grazie ad una contribuzione dello zar Alessandro III (1881-94). Ne fu primo archimandrita Nicandro: nel 1910 ricopriva l'ufficio Macario Papinikos. Era allora frequentata da alcune decine di greco-ortodossi abitualmente in Brindisi domiciliati.
La chiesa fu inizialmente compresa giurisdizione ecclesiastica corfiota: successivamente come tutte le parrocchie in territorio non greco passò sotto la dipendenza del vescovo di Londra che aveva pertinenza sull'intera Europa occidentale. Costituitosi,l'esarcato d'Italia fu compreso nella metropolia d'Austria-Italia con sede in Vienna e sempre riferentesi al patriarcato ecumenico di Costantinopoli. Dal 5 novembre 1991 la chiesa di San Nicola è parte della metropolia d'Italia ed esarcato dell'Europa del sud con sede in Venezia. La parrocchia brindisina è il punto di riferimento più importante per i greco-ortodossi di Puglia, Basilicata, Calabria e Sicilia.
Il progetto, se come quello di altre fabbriche coeve appare scandito su cadenze neoclassiche, si volge però a movenze neo-gotiche con l'inserto del campanile la cui cella si apre sui quattro lati con eleganti trifore. L'interno, ad unica navata, è stato arricchito con i restauri del 1987, ricordati dall'iscrizione sulla controfacciata e voluti dall'archimandrita padre Eftimios Kulumbis e dal preposto Giorgio Manolas, dalle rappresentazioni dei profeti sulla fascia superiore delle pareti di mezzogiorno, ponente e settentrione e del Cristo Pantocratore sul soffitto, ad opera del pittore ellenico Crità. L'inconostasi, che separa il presbiterio dalla navata, presenta un triplice ordine di icone: sul primo da sinistra verso destra, sono le immagini di Santa Marina Martire, San Michele Arcangelo, Madre di Dio con Bambino, Cristo in trono, San Gabriele Arcangelo, San Giovanni Battista. La prima e l'ultima delle immagini elencate sono state completate il 18 ottobre 1903 da un anonimo; le altre sono state dipinte dal sacerdote Crisanto di Plateo, sull'isola di Corfù. Questi è autore anche del San Spiridione, molto venerato a Corfù come anche santa Marina e del San Nicola che salvano quasi le pareti dell'aula dell'inconostasi. Il secondo ordine di icone comprende la rappresentazione dei Quattro Evangelisti, il terzo la Nascita del Cristo, il Battesimo nel Giordano, il Mistico banchetto, la Crocifissione, la Pietà.
L'abside è stata con gli interventi del 1987 dipinta dal Crità: su di essa campeggia ora l'immagine della Vergine Platitera, ossia più ampia dei cieli. Più in basso sono le immagini di San Basilio, San Giovanni Crisostomo, San Gregorio Nasianzeno. Una Natività fedele ai consueti canoni agiografici di tradizione bizantina dallo stesso Crità è stata infine dipinta sul concavo della nicchia che ha funzione di preparazione delle specie e che porta il nome di prothesis. L'edificazione del San Nicola può dirsi coronasse una remota aspirazione; la colonia greca aveva avuto nel settecento come propria chiesa quella abbaziale di Sant'Antonio Abate che, acquisita dalla Casa di Ammortizzazione e del Demanio Pubblico era stata venduta a don Oronzo Catanzaro. La conseguente rendita a godere dal 1º gennaio 1821 a favore della colonia greca non risultò tuttavia mai incassata tant'è che nel 1828 la civica amministrazione ne chiese la conversione a proprio favore. Segno delle difficoltà incontrate dalla comunità ellenica, nella fase che porta all'indipendenza della Grecia, perché indiziate da simpatie liberali da parte del governo borbonico. Nel 1877 i sudditi ottomani di rito greco ortodosso, prevalentemente commerciati, chiedono di poter utilizzare San Giovanni dei Greci, demaniale per “compiervi gli uffici della lor religione, mentre essi si offrirebbero a sostenere la spesa necessaria onde ridurre in stato decente il richiesto tempio”. La richiesta non fu accolta in quanto determinò l'alienazione di San Giovanni a vantaggio del comericante greco Spiros Cocotò.

#### Periodo recente
- La chiesa del Sacro Cuore, costruita in stile neoromanico nel (1934) è retta dalla Congregazione salesiana.
- Santuario di Santa Maria Madre della Chiesa, realizzato nel 1965 per ricordare le Apparizioni di Jaddico del 1962/63.

#### Altre chiese di Brindisi
- Ave Maria Stella
- Cristo Salvatore
- Cuore Immacolato di Maria
- San Nicola
- Santissima Addolorata
- Santissima Annunziata
- San Francesco d'Assisi
- San Giustino de Jacobis
- San Leucio
- San Lorenzo da Brindisi
- Spirito Santo
- Santissima Resurrezione
- San Vito Martire
- Madonna della Scala
- Madonna di Loreto
- Sant'Antonio da Padova

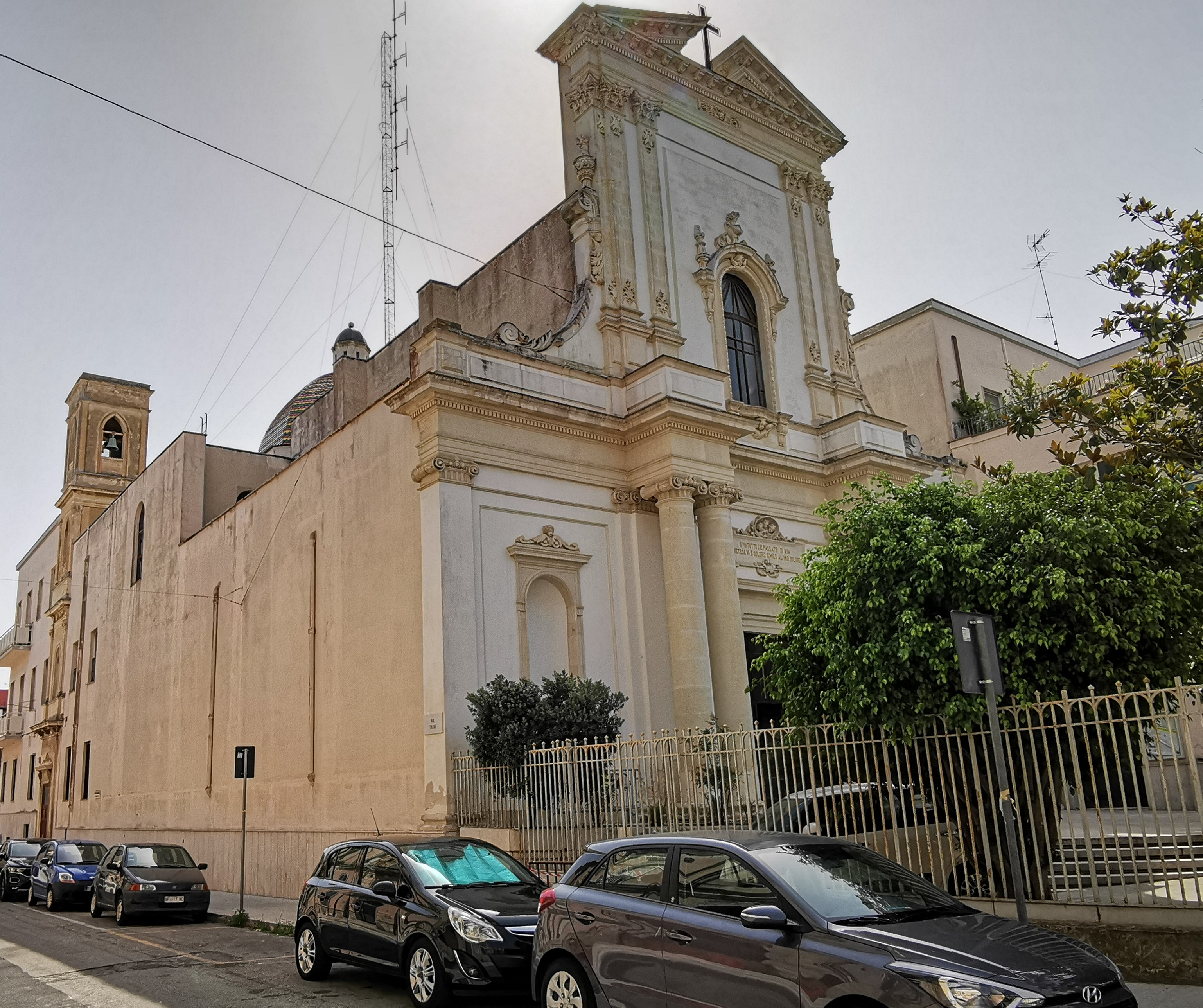
Chiesa di Maria Santissima Addolorata

- San Michele Arcangelo (detta delle Scuole Pie)
- San Sebastiano (detta delle Anime)
- Santa Maria della Fontana o dei Cappuccini
- Santa Maria del Romitorio
- Santissima Addolorata (a Tuturano)
- Madonna del Giardino (a Tuturano)

### Architetture civili

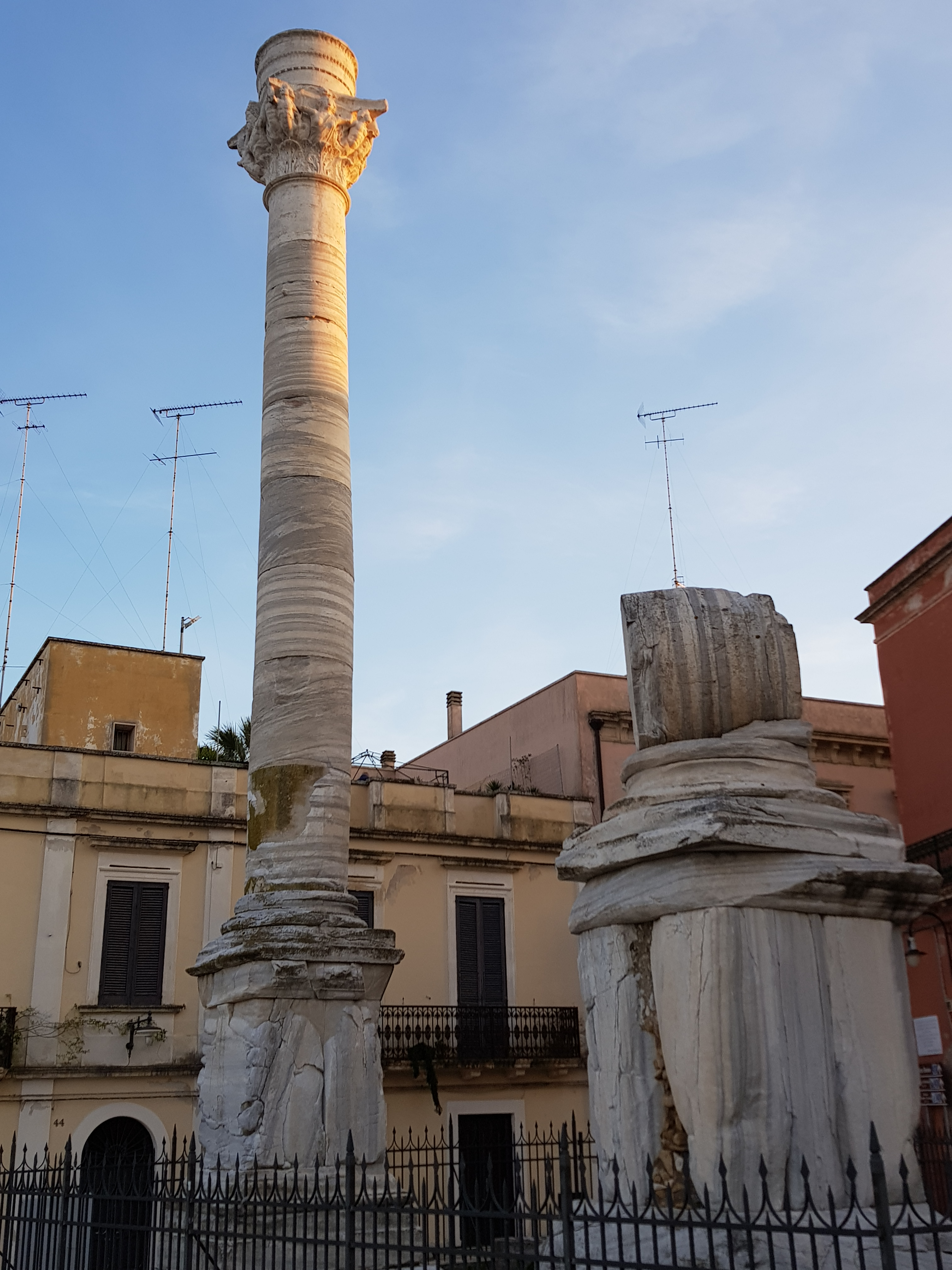
Le colonne romane, monumento principale del capoluogo brindisino

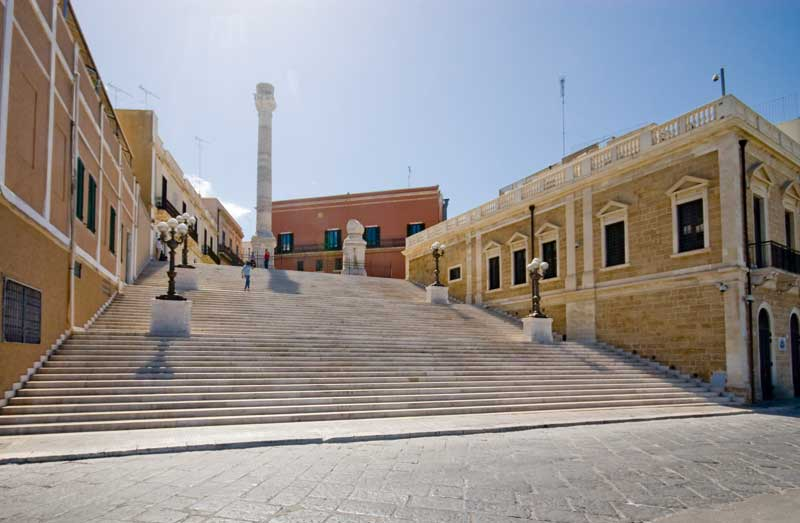
Vista della scalinata e delle colonne romane che segnano la fine della Via Appia

#### Età antica
- Le vasche limarie dell'antico acquedotto.
- Le colonne romane, da sempre il simbolo della città di Brindisi, riferimento portuale per gli antichi naviganti. Furono costruite forse nel II secolo d.C. (o anche successivamente) con marmo proconnesio.

#### Età medioevale
- La fontana Tancredi, sull'antica via Appia, restaurata da Tancredi, ultimo re normanno, nel 1192, a ricordo del matrimonio tra suo figlio Ruggero e Irene Angela.
- Il cosiddetto portico dei Cavalieri Templari, loggia del più antico palazzo vescovile realizzata nel XIII secolo, e oggi ingresso del Museo archeologico provinciale Francesco Ribezzo.
- La loggia del palazzo Balsamo è in realtà un balcone su mensole decorate appartenente alla zecca di fine del XIII secolo in stile gotico.
- La Porta Mesagne che è la più antica porta d'ingresso alla città.

#### Età moderna
- Il Palazzo Dionisi, che affaccia sulla Piazza Dionisi[33], così intitolata in onore di Engelberto Dionisi, imprenditore e banchiere (fondatore della Banca Dionisi), nonché sindaco della città di Brindisi dal 12 luglio 1890 al 12 luglio 1895. Tra i tanti visitatori illustri dell’elegante dimora in stile veneziano, anche il poeta indiano e premio Nobel per la letteratura Rabindranath Tagore nel 1925, e sir Winston Churchill: nel gennaio del 1927 lo statista britannico sbarcò a Brindisi durante una crociera nel Mediterraneo, prima di recarsi a Roma per incontrare Mussolini[34][35].
- Il Palazzo Granafei-Nervegna, è un esempio di architettura tardo-rinascimentale con influenze catalane.
- Il Palazzo Montenegro, oggi sede del Prefetto; fu edificato nella seconda metà del XVII secolo da un'agiata famiglia di commercianti di origine montenegrina.
- La Fontana De Torres, voluta nel 1619 dal governatore spagnolo Pedro Aloysio de Torres per condurre l'acqua nella piazza del Mercato, ha una bella vasca di marmo, forse un fonte battesimale di epoca medievale.
- Il Palazzo del Seminario, realizzato nel 1720 su progetto di Mauro Manieri, ospita il Museo diocesano Giovanni Tarantini e la prestigiosa Biblioteca arcivescovile Annibale de Leo.

#### Età contemporanea

Veduta del Monumento al Marinaio

- Il Monumento ai Caduti (1926-1931) è una interessante scultura in marmo bianco di Carrara dell'artista brindisino Edgardo Simone.
- Il Monumento al Marinaio disegnato da Luigi Brunati (1933-1934), ha la forma di un timone alto 53 m in pietra di càrparo che spicca sul porto della città.
- Il Collegio navale "Niccolò Tommaseo" è un edificio razionalista (1934-1937) dell'architetto Gaetano Minnucci: è destinato a sede universitaria.
- Il Palazzo di Giustizia è opera degli architetti Sergio Lenci e Carlo Aymonino.
- Il Monumento a Virgilio nel giardinetto posto sul lungomare è una scultura di Floriano Bodini del 1988.

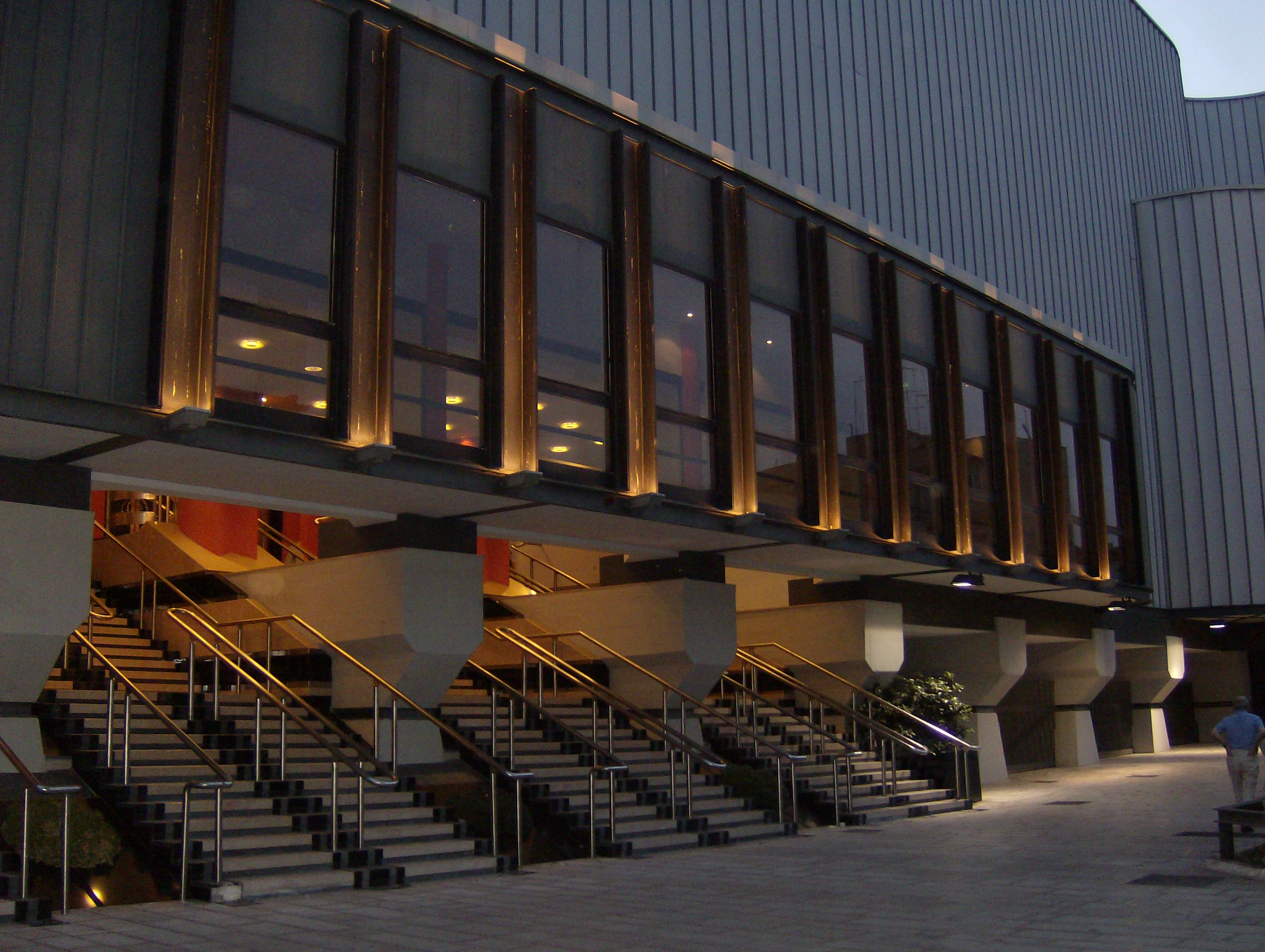
Il "Nuovo Teatro Verdi" è il principale teatro della città.

- Il "Nuovo Teatro Verdi" è il principale teatro della città.Il Teatro Verdi, realizzato su progetto dell'architetto Nespega (1970 circa, ma inaugurato solo nel 2006), è un grande edificio moderno che incombe sui resti archeologici della Brindisi romana.
- La Fontana delle Ancore di Piazza Cairoli (1937).
- La Fontana dell'Impero ai piedi di piazza Santa Teresa (1940).

### Architetture militari
- Il Castello svevo voluto da Federico II, risale al 1227, ma al nucleo originario fu aggiunto un antemurale con poderosi torri angolari ad opera degli Aragonesi.
- Il Castello alfonsino (o Aragonese), più conosciuto come Forte a mare, è una fortezza realizzata sull'isola di Sant'Andrea antistante il porto di Brindisi, da Ferrante d'Aragona (1445) e ampliata nel XVI-XVII secolo.
- Fanno parte dell'antico muro di difesa della città: il Bastione inferno, Porta Mesagne, Bastione San Giacomo, Porta Lecce, Bastione Levante.
- Torre Testa, Torre Penna e Torre Mattarelle sono delle Torri costiere di difesa ancora visibili.

### Siti archeologici
- L'area archeologica di San Pietro degli Schiavoni sotto il nuovo Teatro Verdi, in cui si riconoscono una strada lastricata di età romana e le abitazioni, le botteghe e le terme che vi si affacciano.
- Nell'area archeologica di via Casimiro, all'angolo con via Muscettola, si sono riportati alla luce i resti di un edificio pubblico e alcuni reperti conservati presso il Museo archeologico provinciale Francesco Ribezzo.

### Aree naturali

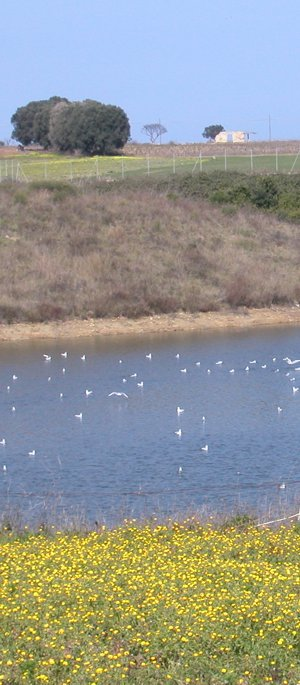
Primavera nell'oasi di protezione dell'invaso artificiale e del parco del Cillarese

Nell'ambito territoriale del comune di Brindisi sono dislocate alcune aree ambientali protette, alcune di recente istituzione:

#### Aree ambientali protette
- Il parco naturale regionale Salina di Punta della Contessa[36]: zona umida, ampia 214 ettari, che si sviluppa tra Capo di Torre Cavallo e Punta della Contessa;
- L'Oasi di protezione dell'invaso artificiale e del parco del Cillarese[37]: invaso artificiale a nord-ovest di Brindisi di circa 170 ettari;
- La riserva naturale regionale orientata Bosco di Cerano[38]: un'area naturale protetta che ricade nel territorio di Brindisi e San Pietro Vernotico;
- La riserva naturale regionale orientata Boschi di Santa Teresa e dei Lucci[39]: è un'area naturale protetta composta dai due boschi di cui porta il nome. Con la Direttiva dell'Unione europea 92/43 CEE, è stata inserita nell'elenco dei Siti di interesse comunitario (SIC)[40];
- La riserva naturale statale Torre Guaceto[41] e la Riserva naturale marina Torre Guaceto[42]: ricadenti in massima parte nel territorio del comune di Carovigno, sono gestite da un Consorzio di cui fanno parte i Comuni di Brindisi, Carovigno e il WWF.

#### Parchi comunali
- Parco comunale e Centro Polisportivo R. Buscicchio (Quartiere Sant'Elia).
- Parco Cesare Braico.
- Parco comunale di Brindisi Tonino Di Giulio (Parco Palmarini - Patri).
- Parco comunale di Brindisi 19 maggio 2012 (Parco urbano del Cillarese).
- Parco comunale di Brindisi Sbitri.
- Parco naturale comunale di Brindisi Punta Penne Punta del Serrone.

## Società

### Evoluzione demografica
Abitanti censiti

### Migrazioni
Brindisi è stata oggetto di un'ampia emigrazione durante il Novecento, così come tutte le città del Mezzogiorno. L'emigrazione riguardava soprattutto le fasce sociali più basse che abbandonavano le campagne. L'emigrazione può essere ricondotta in due grandi ondate. La prima, che ha il suo picco negli anni immediatamente precedenti e seguenti la prima guerra mondiale, ha per meta esclusiva le Americhe (Stati Uniti, Argentina, Brasile), per poi dirigersi verso l'Europa centro-settentrionale, che diviene così la destinazione principale dell'emigrazione pugliese. Quella dopo la seconda guerra mondiale, attratta dallo sviluppo industriale di alcune aree settentrionali del Paese: il Piemonte e la Lombardia, in particolare Milano.
A partire dagli anni sessanta con la realizzazione del grande petrolchimico che andava ad aggiungersi alle imprese meccaniche e aeronavali, Brindisi poté garantire opportunità di lavoro a tecnici e operai. La città conobbe quindi una piccola immigrazione regionale, attirando famiglie dalle province e regioni limitrofe.
Un altro importante capitolo nella demografia cittadina fu sicuramente l'esodo albanese del 1990-1991 (che in realtà durò almeno un decennio) che portò nel porto di Brindisi ondate di sbarchi immigrati. Nell'emergenza i cittadini di Brindisi si distinsero per la grande solidarietà. Moltissimi portarono beni di prima necessità, offrirono cibo e acqua ai migliaia di Albanesi che giungevano in navi-rottame super affollate dopo l'attraversamento del canale d'Otranto.
Se durante gli anni novanta l'emigrazione verso il nord si era affievolita, nell'ultimo decennio la crisi dell'industria pesante, non supportata da una diffusione di piccole e medie imprese nel territorio, e gli anni di stasi dell'economia italiana e, ancor più, meridionale hanno fatto sì che il fenomeno, soprattutto giovanile, si riaccendesse. A beneficiarne maggiormente sono stati i poli più attrattivi del Paese: le industrie del nord est, le grandi città come Roma, Milano e Bologna che, tutt'oggi, sono sia per motivi di lavoro, che per motivi di studio le mete privilegiate di migliaia di brindisini. Il circolo vizioso di Brindisi nonché del Mezzogiorno è che, essendo luogo di partenza di lavoratori e studenti universitari in movimento, si impoverisce di capitale umano, provocando nel medio e nel lungo periodo un ritardo di sviluppo nel tessuto economico e sociale.
Oggi Brindisi è una città che conosce anche una regolare immigrazione extracomunitaria, sebbene i valori siano lontani dalle città del Nord Italia.

### Etnie e minoranze straniere
La più grande comunità è stata per molto tempo quella albanese, attualmente superata da quella rumena. Il numero di albanesi che hanno deciso di rimanere nella città salentina è, comunque, molto trascurabile rispetto al totale di immigrati che vi sono transitati. Brindisi, infatti, ha rappresentato, e rappresenta ancora oggi, per questo popolo balcanico il primo passo verso l'Italia e l'Europa occidentale.
Il gran numero di statunitensi è spiegato dal fatto che, tra Brindisi e San Vito dei Normanni fu installata, e ha operato in tutta la seconda metà del Novecento, una stazione dell'aeronautica militare statunitense. Nonostante la base non sia più operativa da anni, molti militari hanno deciso di restare a vivere nella città salentina.
Al 31 dicembre 2023 gli stranieri regolari residenti erano 2620,  pari al 3,18% della popolazione brindisina. Di seguito sono riportati i gruppi più consistenti:
- Romania 337
- Albania 206
- Iraq 203
- Nigeria 162
- Mali 144
- Cina 131
- Pakistan 126
- Afghanistan 117

### Lingue e dialetti
(Dichiarazione universale dei diritti umani - Art.1)

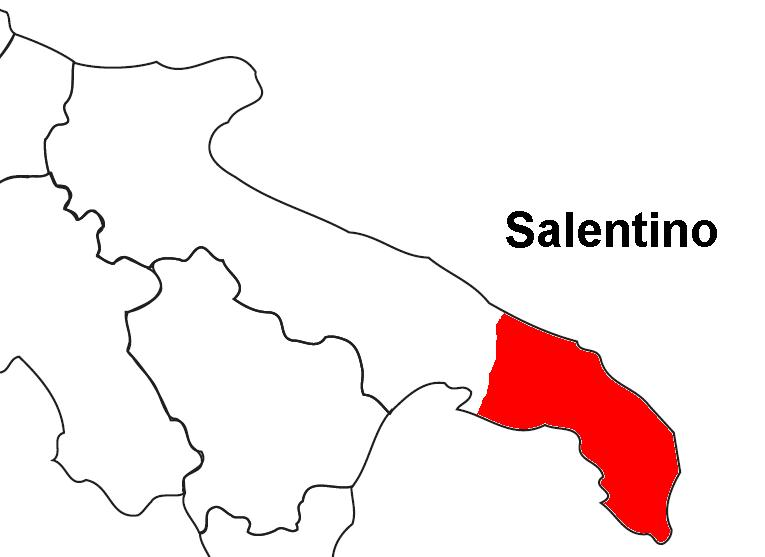
Dove è parlato il dialetto salentino

Il dialetto brindisino è una variante del salentino e, pur esistendo delle differenze minime tra i vari comuni, la radice resta invariata. Esso è parlato, oltre che a Brindisi, nel territorio di alcuni comuni limitrofi e, con piccole differenze, in alcuni comuni della provincia di Taranto. Il brindisino, inoltre, influenza alcuni dialetti del nord leccese e del sud brindisino.
Dal dialetto salentino standard si distingue, oltre che per la pronuncia di alcune parole, la caratteristica di trasformare la "e" finale di parola in italiano in "i". Ad esempio:
- Il mare diventa lu mare in salentino standard e lu mari in brindisino. Il melone diventa lu milune in salentino standard e lu muloni in brindisino.

Il gruppo della doppia ll in italiano, diventa dd in brindisino. Ad esempio:
- Il Cavallo diventa lu cavaḍḍu in salentino standard e lu cavaddu in brindisino.

### Religione
- Brindisi, insieme a Ostuni, è sede dell'omonima arcidiocesi (Archidioecesis Brundusina-Ostunensis in latino)[50], sede della Chiesa cattolica suffraganea dell'arcidiocesi di Lecce e appartenente alla regione ecclesiastica Puglia. La diocesi fu eretta nel IV secolo, il suo primo vescovo fu san Leucio. Nel X secolo in seguito alla distruzione della città ad opera dei saraceni, i vescovi stabilirono la propria residenza ad Oria. Fu in questo secolo che fu stabilita la diocesi di Ostuni, dapprima unita alla diocesi di Monopoli e probabilmente erede dell'antica diocesi di Egnazia. Sempre nel X secolo o in quello successivo che la sede di Brindisi fu elevata al rango di arcidiocesi metropolitana. Già nel 1010 comunque Brindisi aveva due suffraganee: Ostuni e Monopoli. Nel 1591 l'arcidiocesi oritana e brindisina venne smembrata: Brindisi conservò il titolo di arcidiocesi mentre Oria divenne sede vescovile indipendente. Il 30 settembre 1986, con decreto della Congregazione per i vescovi, l'arcidiocesi di Brindisi e la diocesi di Ostuni furono unite sede plena nell'arcidiocesi di Brindisi-Ostuni. La nuova diocesi fu riconosciuta civilmente il 20 ottobre 1986, con decreto del Ministero dell'interno. Il santo patrono della città di Brindisi è san Teodoro di Amasea, le cui reliquie sono conservate nella pontificia basilica Cattedrale in piazza Duomo. Per questa ragione, la città è da secoli meta di pellegrinaggi, anche da parte dei cristiani ortodossi. Nella seconda metà del Novecento anche san Lorenzo da Brindisi, a seguito della sua proclamazione a dottore della Chiesa, è divenuto patrono assieme a san Teodoro di Amasea.
- Resta viva traccia della presenza dell'antica Chiesa ortodossa della parrocchia di San Nicola di Myra di rito bizantino, la presenza del rito greco a Brindisi è stata a lungo maggioritaria durante il dominio dell'Impero bizantino con una fortissima diffusione dei Monaci basiliani.
- Solo alcune tracce archeologiche e documentarie restano della presenza ebraica. Gli ebrei sono attestati in città con una piccola ma laboriosa comunità dal 53 d.C. sino alla seconda metà del XVI secolo.
- I nuovi flussi migratori ha portato al riproporsi dopo il XVI secolo della religione islamica e alla presenza per la prima volta di Induisti.

### Tradizioni e folclore
Significativo in terra di Brindisi è il culto del tarantismo, che mescola tradizioni pagane e cristiane in passato si credeva, infatti, che le donne che mostravano forme di isteria, fossero contaminate dalle punture di tarantola. L'unico rimedio conosciuto era quello di ballare ininterrottamente per giorni, in modo che il veleno non facesse effetto.
Attraverso la musica e la danza era, quindi, possibile dare guarigione ai tarantati, realizzando un vero e proprio esorcismo a carattere musicale. Ogni volta che un tarantato esibiva i sintomi associati al tarantismo, i suonatori di tamburello, violino, mandolino, chitarra e organetto si recavano nell'abitazione del tarantato e cominciavano a suonare la pizzica, musica dal ritmo sfrenato. La pizzica brindisina, a differenza di quella leccese, si presenta scevra da riferimenti cristiani e con un repertorio terapeutico-musicale particolare. Fino al 2018 si è svolta la processione del Cavallo parato.

### Installazioni militari
La città di Brindisi ha da sempre costituito un importante avamposto delle Forze armate italiane, in particolare della Marina militare e dell'Aeronautica Militare. Attualmente ospita le seguenti installazioni militari:
- Comando Stazione navale marittima;
- Distaccamento dell'Arsenale militare marittimo di Taranto, presso il Castello Svevo, in via Dei Mille;
- Comando Terza Divisione Navale del CINCNAV della Marina Militare, con alle dirette dipendenze le navi da assalto anfibio della Classe San Giorgio e la portaelicotteri Giuseppe Garibaldi. Si tratta della componente della Marina Militare che costituisce la forza di proiezione dal mare;
- Comando Forze da sbarco della Marina Militare;
- Comando Brigata marina "San Marco";
- Battaglione Comando della Brigata marina "San Marco";
- 1º Reggimento "San Marco"; acquartierato presso la Caserma "Ermanno Carlotto";
- 2º Reggimento "San Marco";
- Compagnia Servizio Difesa Installazioni di Brindisi del Battaglione SDI Sud di Taranto;
- Gruppo mezzi da sbarco;
- Distaccamento Aeroportuale dell'Aeronautica Militare.

### La presenza delle Nazioni Unite

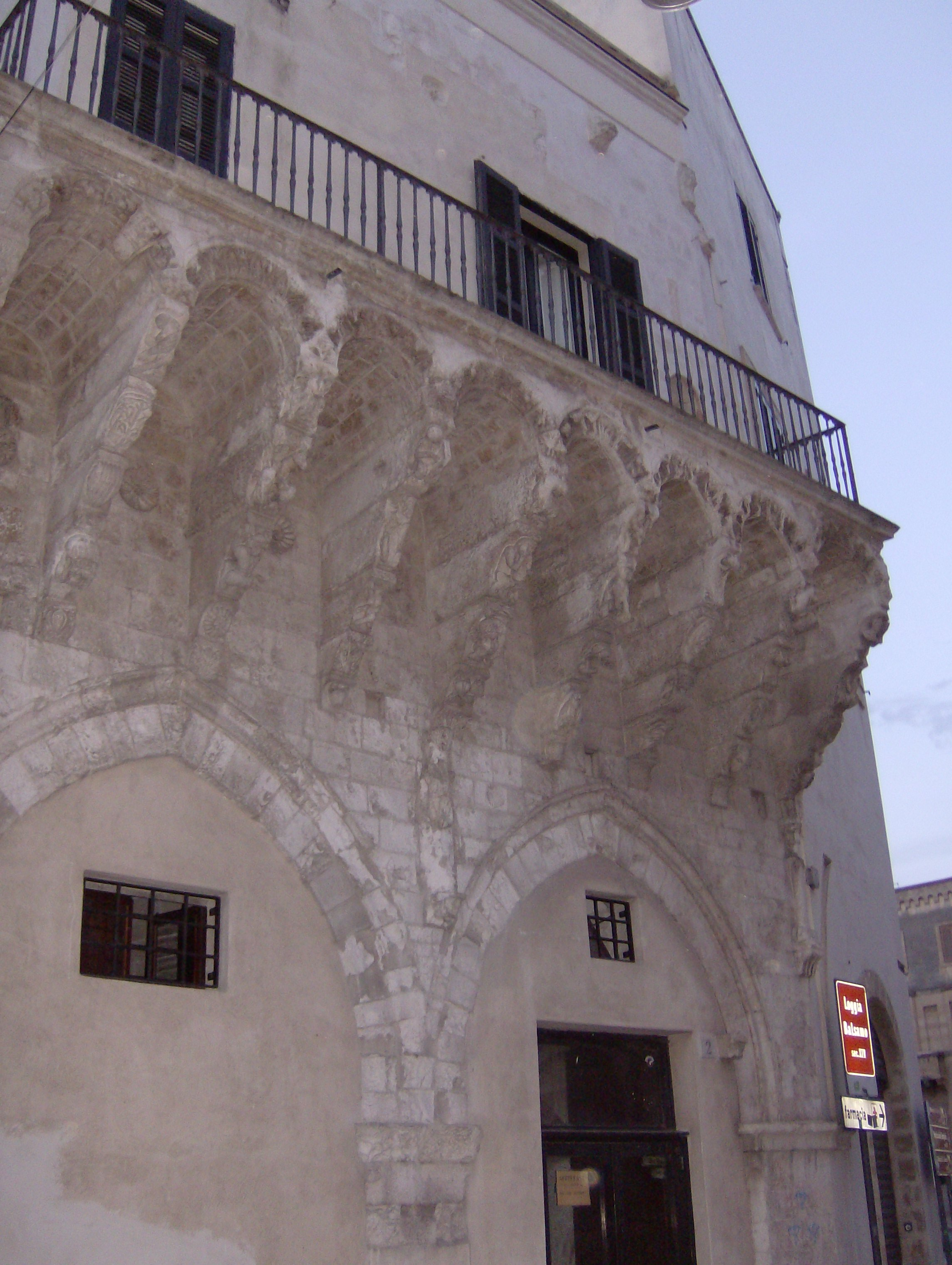
La loggia di palazzo Balsamo

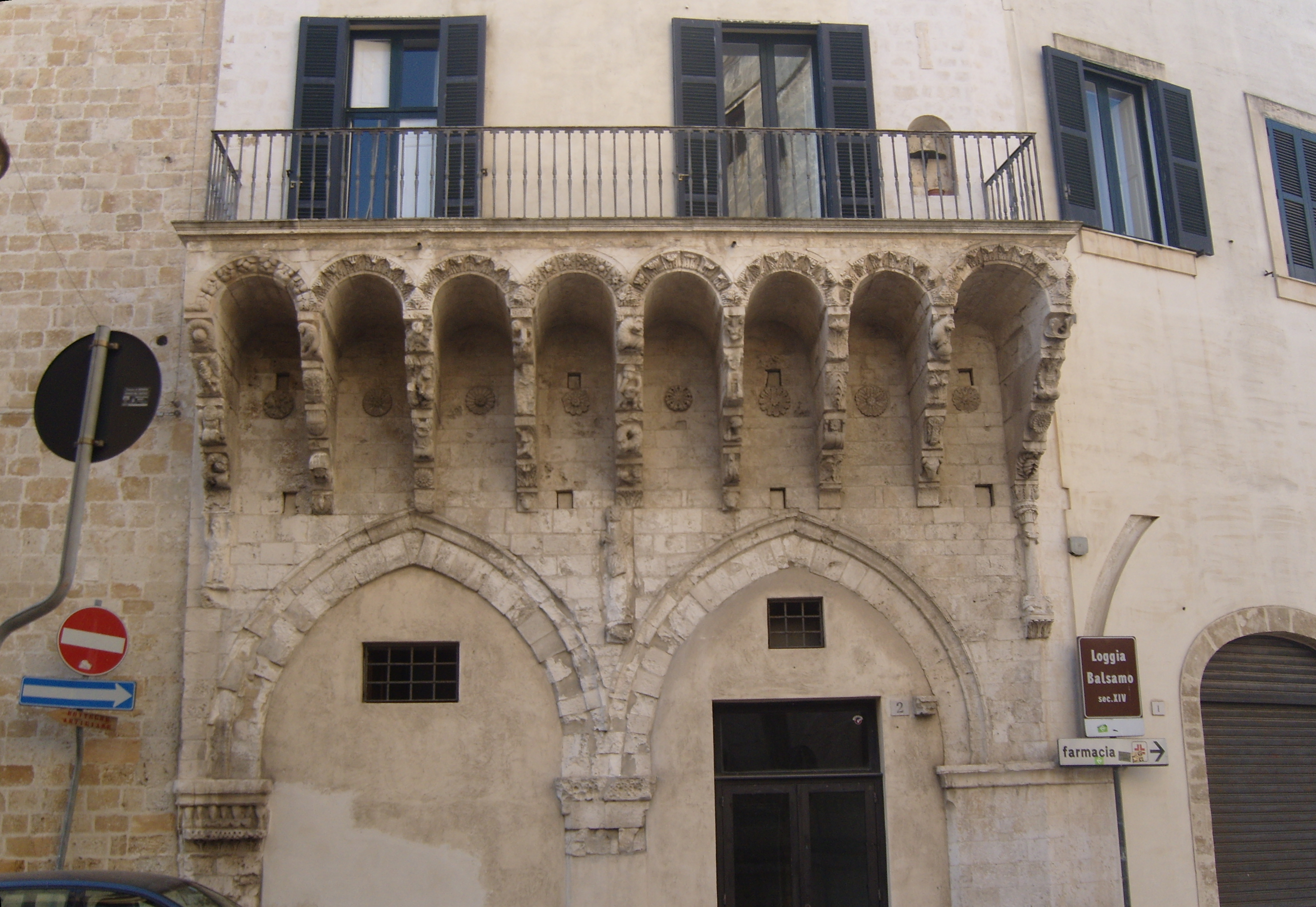
Veduta frontale della loggia

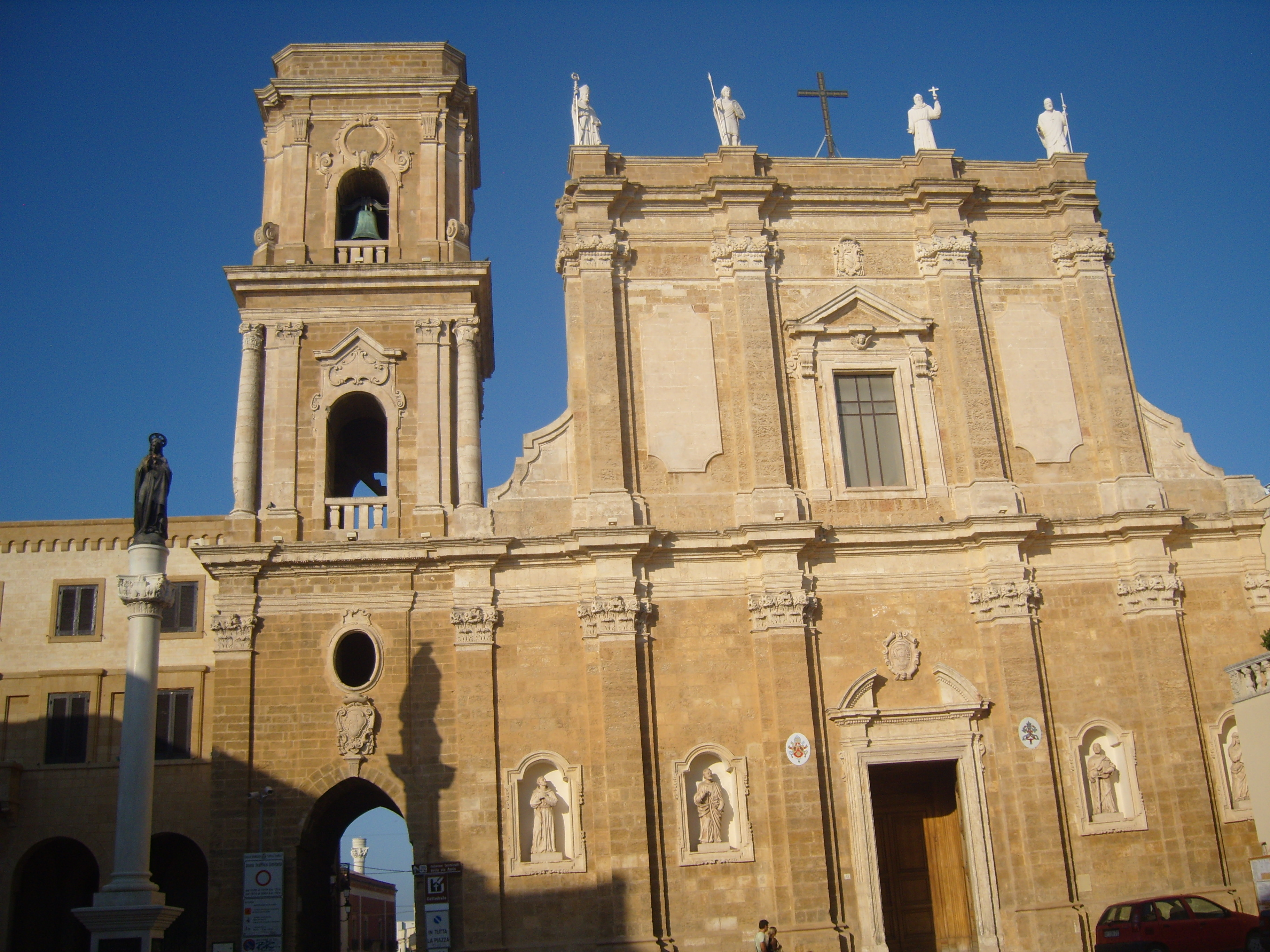
La Cattedrale

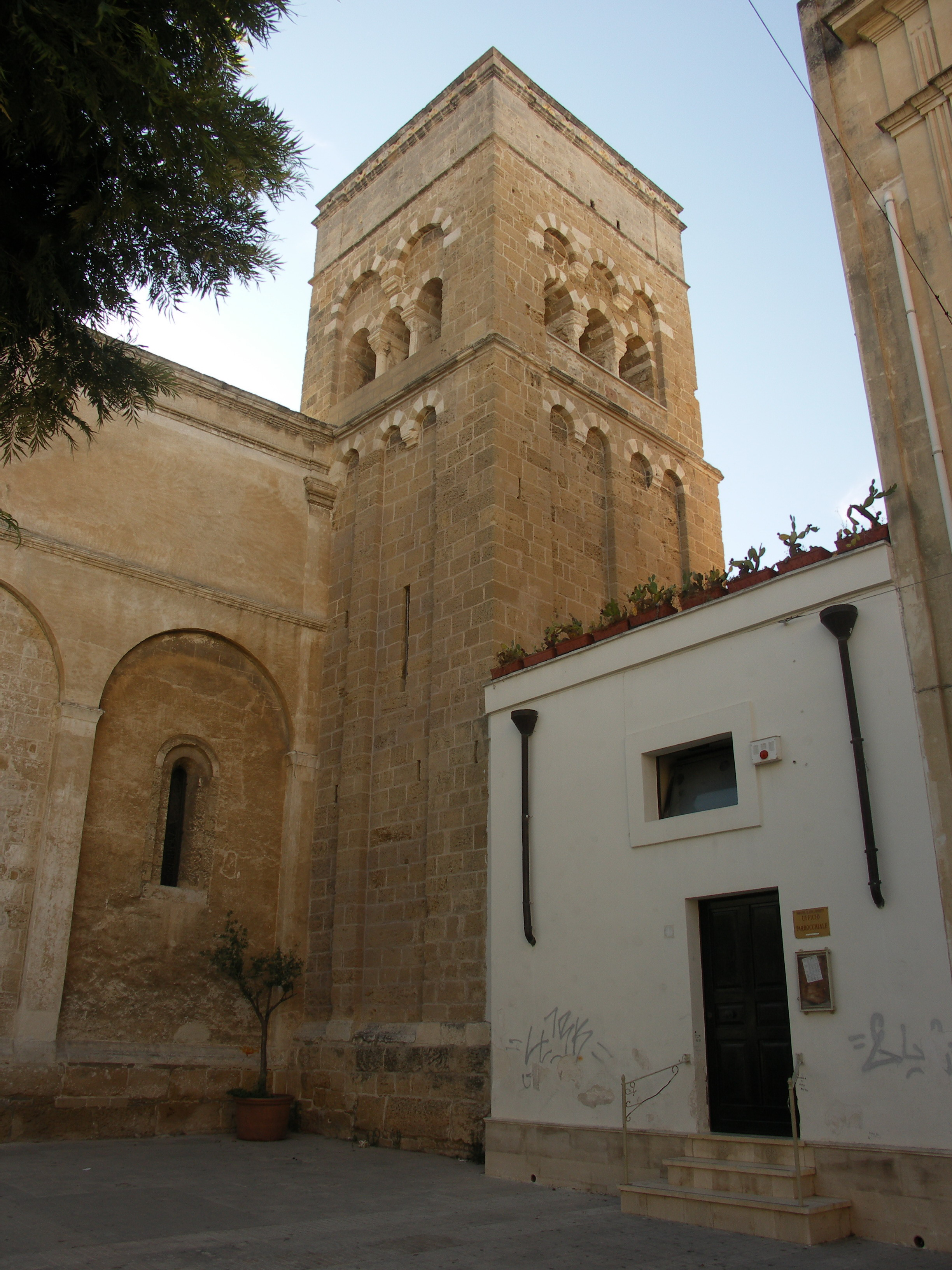
Scorcio del campanile di San Benedetto

A Brindisi hanno sede una base logistica delle Nazioni Unite (UNLB) e la prima delle Basi di pronto intervento umanitario delle Nazioni Unite. L'UNLB, attivo dal 1994, riceve materiale proveniente dalle missioni in chiusura o ridimensionamento, ispeziona, ripara, immagazzina e invia tale materiale alle operazioni di pace che ne fanno richiesta; appronta e mantiene in condizioni di efficienza i cosiddetti start up kits, ossia tutti quei materiali ed attrezzature necessarie all'apertura di una nuova missione; opera da centro di smistamento, o hub, delle telecomunicazioni satellitari per le Nazioni Unite.
La base UNHRD, attiva dal 2000, è parte dell'agenzia ONU World Food Programme. Attraverso il pre-posizionamento di beni di prima necessità, come ad esempio tende, coperte, medicine, kit da cucina ed igienici, e di attrezzature logistiche, UNHRD permette alle organizzazioni umanitarie (governative, non-governative ed altre agenzie ONU) di intervenire nelle aree di crisi per assistere le popolazioni colpite da disastri naturali o da altro tipo di emergenze umanitarie.
Per anni Brindisi ha rappresentato un punto nevralgico del traffico di sigarette di contrabbando e, in misura minore, di droga proveniente dai Paesi balcanici.
La città era la soglia che permetteva l'accesso illecito di sigarette, di fattura per lo più cinese, in Italia e in altre destinazioni comunitarie (in particolare Francia, Belgio, Gran Bretagna).
Fortunatamente lo Stato, in questo caso, è riuscito a decapitare la criminalità pugliese e a inferire un grosso colpo al contrabbando brindisino. Il fenomeno, infatti, è considerato quasi del tutto scomparso, mentre, secondo la Direzione Investigativa Antimafia oggi la criminalità organizzata pugliese è stata molto indebolita e marginalizzata, presentando ad oggi un'alta frammentazione e frequenti ricambi interni.

## Cultura

### Istruzione

#### Biblioteche
- La Biblioteca provinciale è una biblioteca di pubblica lettura sita in viale Commenda molto frequentata dall'utenza: possiede oltre 100.000 libri e una ricca emeroteca. Aderisce al Servizio bibliotecario nazionale. Al suo interno funzionano un moderno auditorium, una mediateca e le segreterie universitarie delle sedi di Bari e Lecce.
- La Biblioteca arcivescovile Annibale de Leo[55] è una prestigiosa biblioteca pubblica che ha sede nel Seminario arcivescovile di Brindisi, in piazza Duomo. Fondata nel 1798 dall'arcivescovo brindisino Annibale de Leo, con un fondo di circa 6.000 volumi, oggi ne conta oltre 150.000, 17 incunaboli, oltre 260 cinquecentine e circa 400 manoscritti tra i quali 7 codici miniati. Tra questi ci sono alcune opere rarissime, nonché varie collezioni manoscritte.

#### Ricerca
L'Agenzia nazionale per le nuove tecnologie, l'energia e lo sviluppo economico sostenibile (ENEA) è attiva a Brindisi fin dai primi anni novanta con uno sportello tecnologico. Nel 2001 l'ENEA ha consolidato la propria presenza a Brindisi, rilevando le strutture del Centro nazionale per la ricerca e lo sviluppo dei materiali (CNRSM) e creando un proprio Centro di ricerca all'interno del Campus "Cittadella della Ricerca" ubicato sulla strada statale 7 Via Appia.
Attualmente operano nel Centro l'Unità tecnico scientifica materiali e nuove tecnologie (MAT), l'Unità tecnico scientifica fusione (FUS), l'Unità tecnico scientifica tecnologie fisiche avanzate (FIS) e il Progetto speciale clima globale (CLIM).

#### Scuole
- Scuole secondarie di I grado: 5 scuole in diverse sedi
- Scuole secondarie di II grado: 15 scuole (4 istituti professionali, 6 istituti tecnici, 5 licei)

Da segnalare la presenza a Brindisi dell'Istituto tecnico nautico "Carnaro" (44 in tutta Italia) e dell'Istituto Professionale Alberghiero "Sandro Pertini" inserito nel novero dei 44 istituti alberghieri d'eccellenza d'Italia..
Da sottolineare la presenza sul territorio dell'istituto "Ettore Majorana" che entrato a far parte delle 15 scuole Tecnologiche 2.0 d'Italia.

#### Università
- L'Università del Salento ha alcune succursali anche a Brindisi con la facoltà di Scienze sociali, politiche e del territorio con i corsi di Sociologia, Servizi sociali e Scienze politiche dell'area mediterranea[59], e le facoltà di Ingegneria industriale (laurea di primo grado) e Ingegneria Aerospaziale tenuta in lingua inglese "aerospace engineering" (laurea magistrale).
- L'Università degli Studi di Bari Aldo Moro[60][61] è presente in città con i corsi di Economia aziendale, Amministrazione e Consulenza aziendale (attivo solo il II anno), L. S. in Economia e Management delle Organizzazioni marittime e della logistica (attivo solo il II anno), Informatica, Progettazione e Gestione delle Attività Culturali, Infermieristica e Fisioterapia.

#### Musei
- Il Museo archeologico provinciale Francesco Ribezzo si trova in piazza Duomo e dispone di numerosi e ampi locali, offrendo ai visitatori sei sezioni: epigrafica, statuaria, lantiquarium, preistorica, numismatica, medioevale, moderna e i bronzi di punta del Serrone.
- Il Museo diocesano Giovanni Tarantini è di recente istituzione e ha sede nel Palazzo del Seminario. Conserva dipinti, statue, suppellettili e paramenti sacri provenienti dalle chiese della diocesi. Particolarmente importante l'Arca d'argento sbalzato che conservava i resti di San Teodoro e una idria del VII secolo, nella quale la tradizione riconoscere una di quelle dell'episodio delle Nozze di Cana.
- Il Museo etnico della civiltà salentina offre al turista la possibilità di osservare molte statue in legno e in pietra riguardanti l'agricoltura e presenta inoltre interessanti attrezzi di lavoro della cultura contadina.
- Museo del Reggimento San Marco, situato all'interno del Castello Svevo.[62][63]

### Letteratura

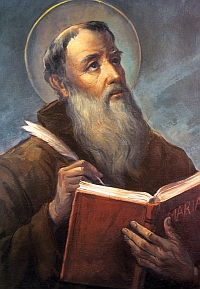
San Lorenzo da Brindisi, dottore della Chiesa

A Brindisi nacque Marco Pacuvio, drammaturgo, la cui produzione fu esclusivamente tragica; ci sono stati tramandati infatti dodici titoli di fabulae cothurnatae e vari frammenti tratti da singole tragedie. Pacuvio scrisse anche una fabula praetexta, cioè una tragedia di ambiente romano, il Paulus, avente per protagonista Lucio Emilio Paolo, il vincitore a Pidna.
Importante la presenza a Brindisi nel I secolo a.C. del mecenate Lenio Flacco che aveva trasformato la sua casa, posta sulle colline settentrionali del porto, in un cenacolo di cultura: ospitava artisti, letterati, scienziati e poeti, tra cui Orazio e soprattutto l'amico fraterno Marco Tullio Cicerone, in particolare in occasione del suo esilio del 58 a.C. A Brindisi soggiornò Virgilio durante la stesura dell'Eneide e vi trovò la morte nel 19 a.C.
Aulo Gellio nelle Noctes Acticae, tra il serio e il faceto, parla di Brindisi come di una città dove la cultura era ampiamente diffusa e dove si potevano trovare a buon prezzo testi in lingua greca.
Non vi è traccia delle opere di una Clodia Anthianilla, giovanissima poetessa brindisina, di cui si conserva solo una statua (proveniente dall'area del foro della città) con il basamento che reca un'iscrizione elogiativa di rara commozione.
Lupo Protospata compilò nell'XI secolo un Chronicon: se non fu con certezza un brindisino, era comunque un pugliese. I più bei versi dedicati a Brindisi furono composti dall'imperatore Federico II di Svevia, che così cantò la città che riteneva la capitale di tutte le città di mare: Filia Solis, ave, / nostro gratissima cordi.
Nel XVI secolo la città diede i natali a un letterato che ebbe fama a Venezia: Lucio Scarano fu anche un filosofo e fu tra i fondatori dell'Accademia Veneziana (1593).
Eruditi, scrittori di cose religiose o autori di storie locali furono tra Cinquecento e Seicento Nicola Taccone (XVI secolo), che fu poeta in lingua latina, Giovan Battista Casimiro (XVI secolo), l'arcivescovo Giovanni Carlo Bovio (1522-1570), il gesuita Lelio Fornari (1545–1612), Antonio Monetta (1556–1620c.), Giovanni Maria Moricino (1558-1628), il santo cappuccino Lorenzo da Brindisi (1559-1619), il francescano Bernardino Selvaggi (1600c.-1679).
L'arcivescovo Annibale de Leo (1739-1814), uomo di grande cultura, ha legato il suo nome al Codice Diplomatico Brindisino, ma fu autore anche di diversi scritti di profonda erudizione ed ebbe contatti con i maggiori studiosi del tempo.
La poesia vernacolare ha avuto i suoi massimi esponenti in Agostino Chimienti (papa Ustinu) (1832–1902) e Pasquale Camassa (1858-1941), esempi emulati da Giovanni Guarino (autore di testi per le canzoni dialettali più popolari) e, in tempi più recenti, da Alfredo Galasso, Luigi De Marco, Ennio Masiello e Attilio Mingolla.

### Media

#### Stampa
Per quanto riguarda la stampa, è attiva La Gazzetta del Mezzogiorno con la redazione della Gazzetta di Brindisi, venduta in tutta la provincia.
Il Nuovo Quotidiano di Puglia, giornale del Salento, che ha anch'esso una redazione provinciale a Brindisi.
"Il7 Magazine" è un settimanale provinciale con redazione a Brindisi e corrispondenze dai comuni della Provincia.
Il Nautilus testata scientifica nazionale con sede a Brindisi che tratta di mare, porti, trasporti e nautica da diporto; fondata il 22.03.2006 dalla S.C.Editore Brindisi.
Altri quotidiani che hanno sede in città sono BrindisiSera, Senzacolonne, Brindisireport, Brindisi News e Premier Magazine.

#### Radio
Un'importante realtà brindisina è CiccioRiccio, emittente radiofonica storica e che è ascoltata in tutta la Puglia, Basilicata, parte del Molise, Campania e Calabria.
Sede nella città ha anche Radio Dara, nata nel 1980 da un progetto partito in un seminario, oggi trasmette in tutta la provincia.

#### Televisione
Brindisi ospita alcune emittenti televisive come Teleradio Agricoltura e, la più importante, Puglia TV che ha cominciato a trasmettere nel gennaio del 1988 a Brindisi e nella sua provincia. L'autorizzazione è stata concessa dal Ministero delle Comunicazioni e sono iniziate le prove in digitale terrestre. Dal 2019 l'emittente ha smesso le trasmissioni sul digitale, optando per il web.
A Brindisi vi sono degli studi di TV locali che hanno sede in altre città. È il caso di BS Television (con sede a Taranto), emittente che nasce nel 1987 e che nel 1994 ottiene dal Ministero delle comunicazioni la concessione di emittente commerciale. Alcuni programmi del palinsesto sono trasmessi anche da Puglia Channel (canale dalla piattaforma Sky). Nel frattempo, la tv non esiste più, avendo venduto la LCN a TRM24. Chiusa la redazione di Brindisi. Altre emittenti che hanno base nella città sono Studio 100 Tv, nata nel 1978 a Taranto, che trasmette in tutte le province salentine, e Telerama, emittente fondata a Lecce e avente sede anche a Lecce e Taranto.

### Musica e Teatro
La musica e il teatro a Brindisi non hanno mai caratterizzato sensibilmente la vita culturale della città, seppur rilevanti risultino le varie compagnie di tradizione teatrale che in alcuni periodi dell'anno riportano scene quotidiane in dialetto del passato sul palcoscenico. Non avendo mai ospitato istituti di formazione teatrale e musicale riconosciuti, la città vive queste due arti semplicemente valorizzando l'impegno di compagnie amatoriali.
Negli ultimi dieci anni nella Città sono sorte e consolidate compagnie teatrali non amatoriali, alcune si occupano di teatro ambientale altre di teatro di ricerca e formazione attoriale. La compagnia gruppo Mòtumus ad esempio ha realizzato diversi progetti socioculturali per la promozione della cultura teatrale, anche per le persone diversamente abili. Lo stesso gruppo ha prodotto sei spettacoli non amatoriali.
Nel campo della musica l'unico celebre esponente cittadino a livello mondiale è Stefano Miceli, direttore d'orchestra e pianista, insegnante alla Boston University, nato e cresciuto a Brindisi, di scuola napoletana, poiché si è esibito nei teatri più importanti del mondo a New York, Berlino, Lipsia, Pechino, Milano, Melbourne, Boston e Roma e ha ricevuto una medaglia dal Presidente della Repubblica Giorgio Napolitano ed il premio alla carriera a New York "Bravo Award".

### Cinema
Nel 1998 il regista Nanni Moretti ha girato a Brindisi il film a colori Aprile.
Nel 2012 il regista Daniele Ciprì ha girato il film È stato il figlio, con protagonista Toni Servillo.

### Cucina

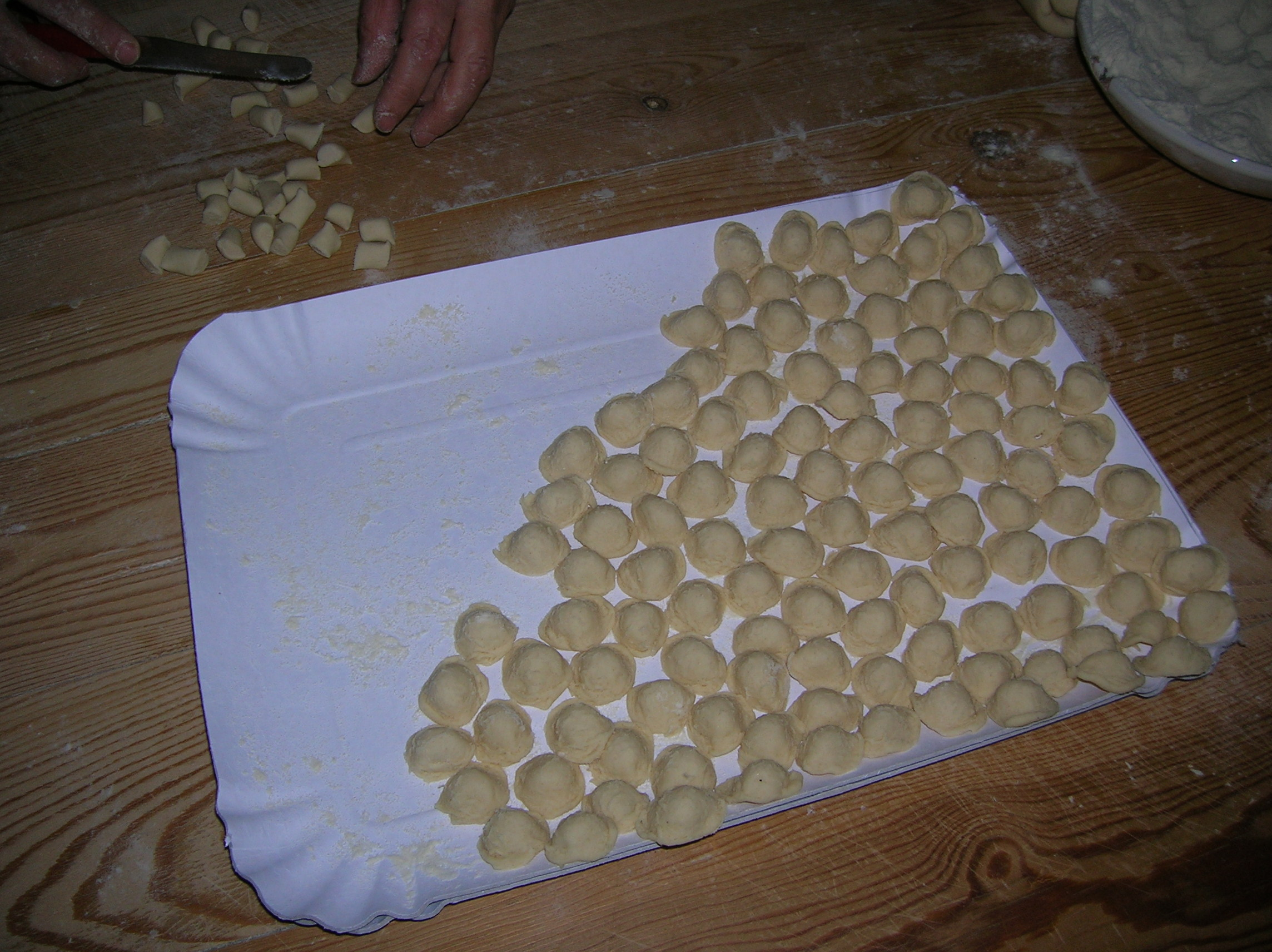
Li Stacchioddi - le orecchiette

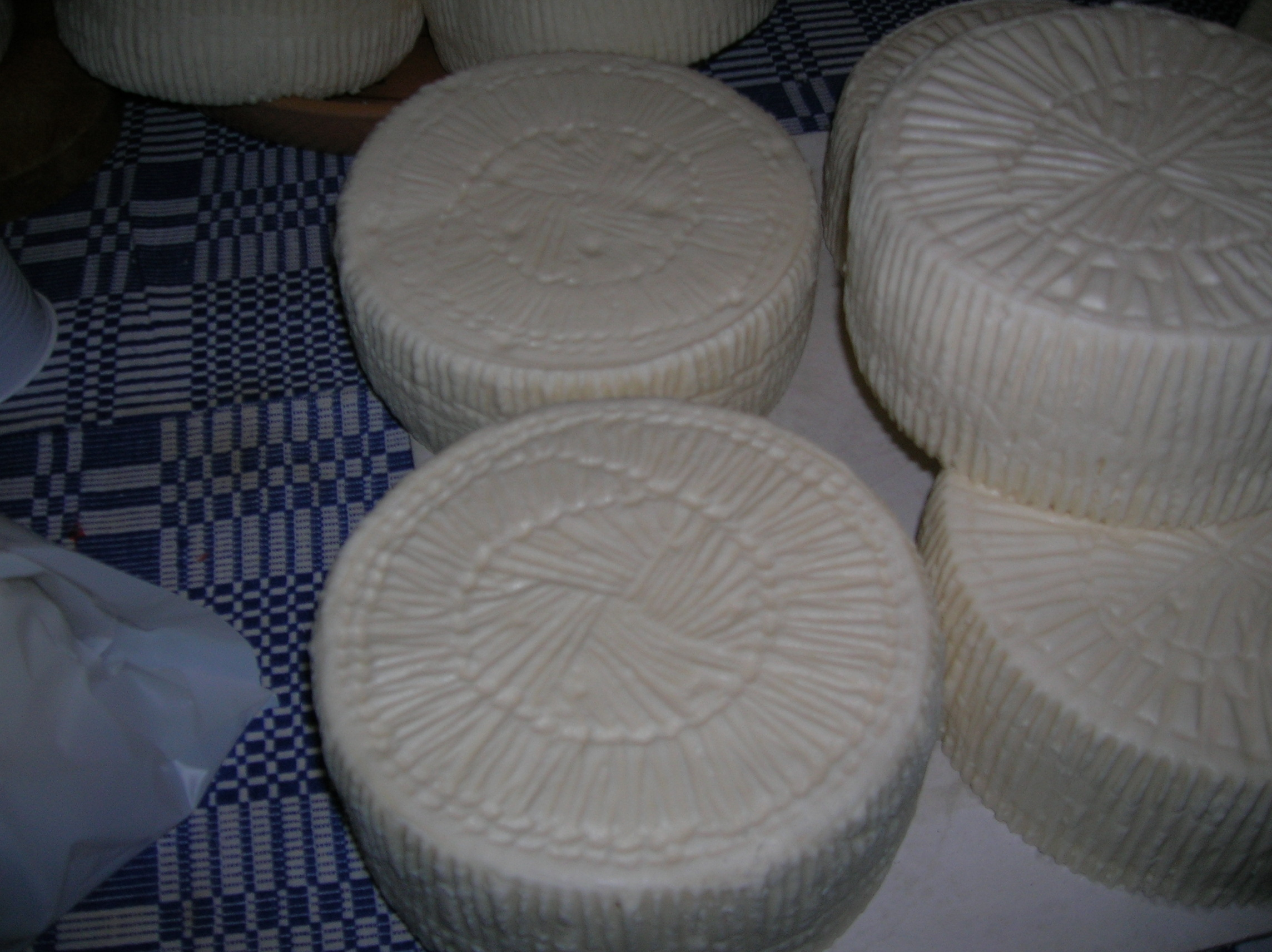
Il cacioricotta

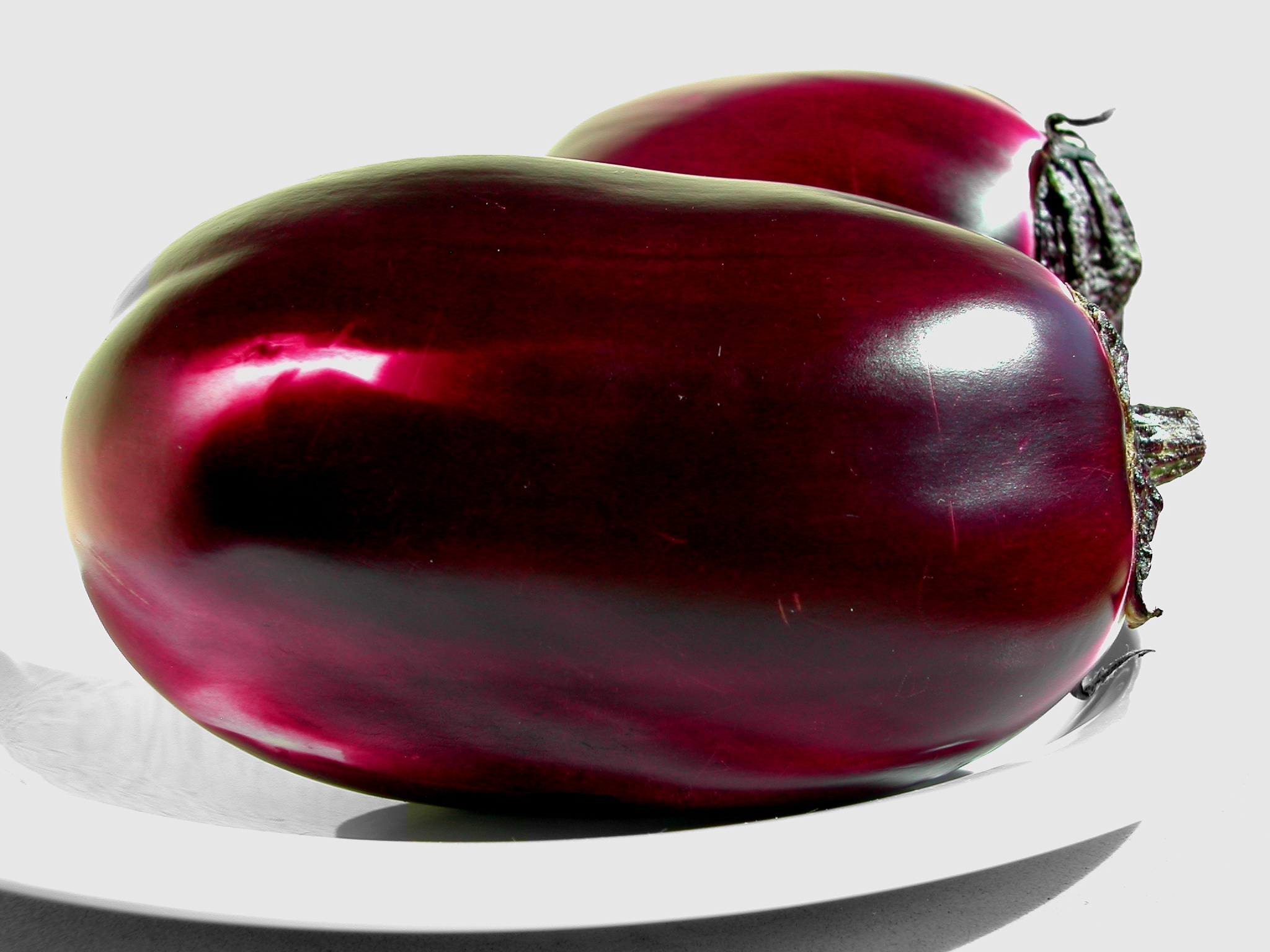
Melanzane

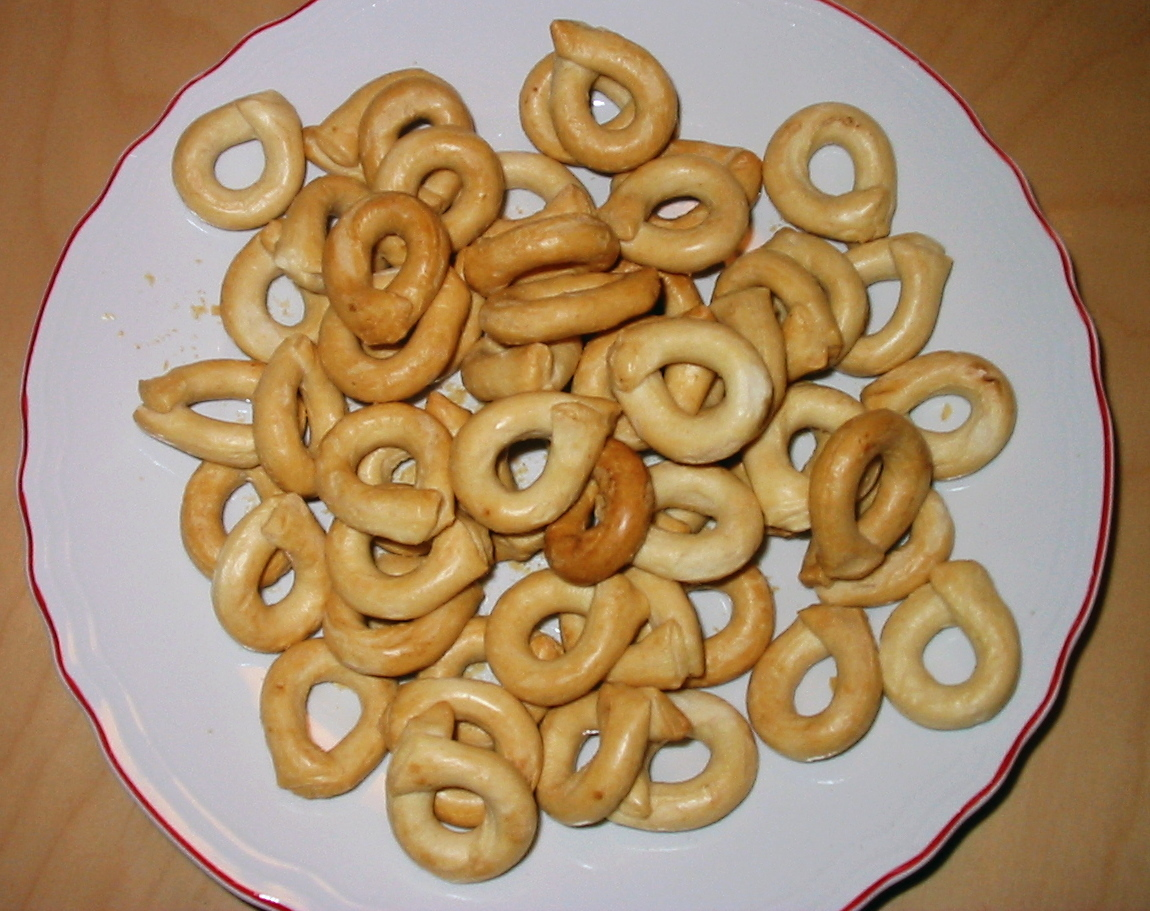
Tarallini

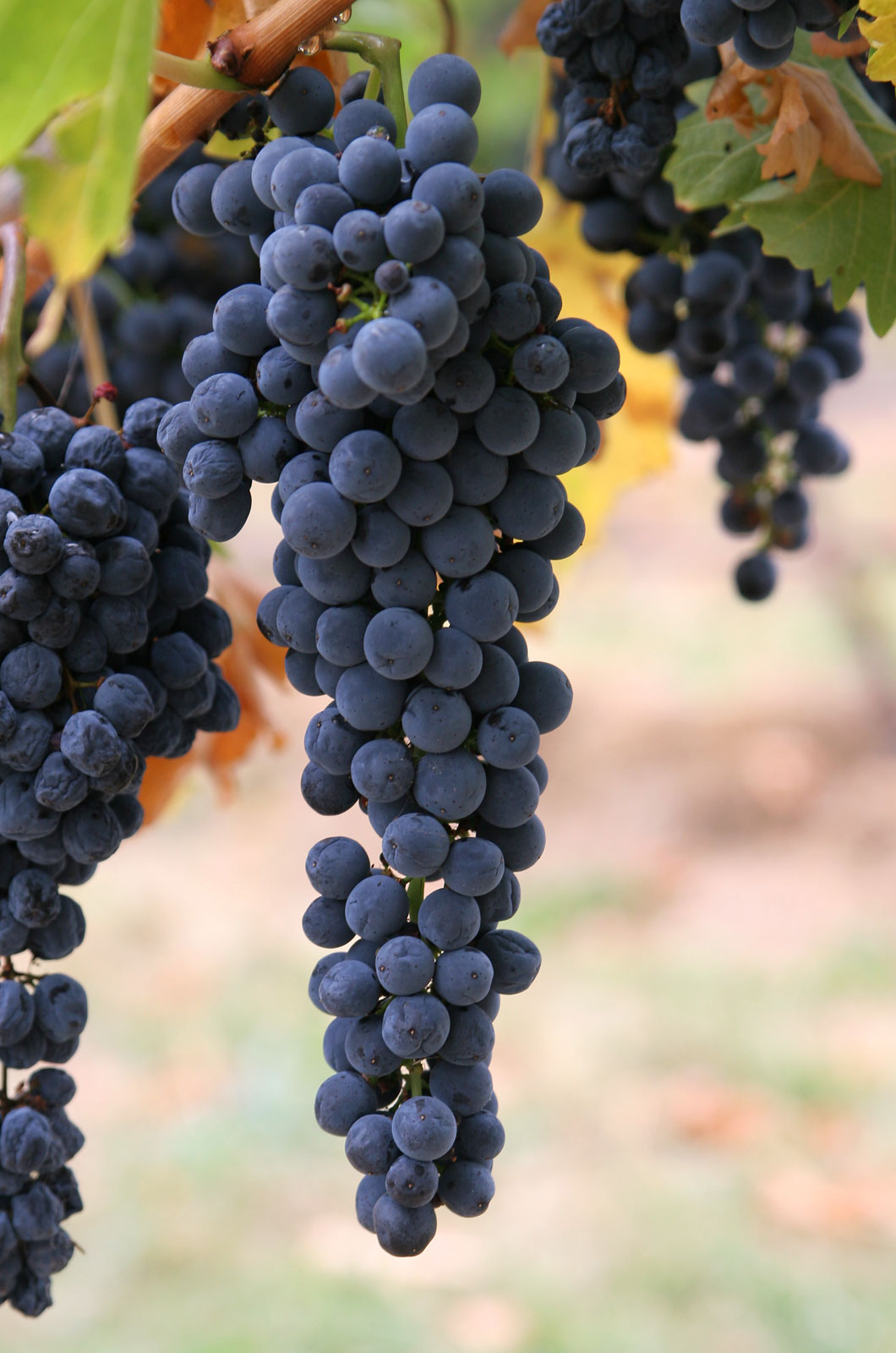
Grappolo di uva rossa

La cucina brindisina presenta numerosi prodotti della tradizione agricola e del mare.
È una cucina povera per gli ingredienti usati, a partire dalla farina poco raffinata oppure di orzo, meno costosa di quella di grano. Per l'uso di verdure coltivate e selvatiche che la terra salentina può offrire, insieme con gli altri prodotti della terra come le chiocciole. Per l'impiego di pesce azzurro, oggi rivalutato, ma un tempo l'unico pesce che la popolazione poteva permettersi. Per la scarsità dei piatti a base di carne troppo costosa per i contadini.
Tra le ricette tipiche meritano di essere ricordate, in particolare "li pettuli" (frittelle di pasta lievitata da gustare dolci o salate magari ripiene di baccalà o acciughe sotto sale, di cavolfiore o broccoli), "tajedda di riso, patani e cozzi" (riso, patate e cozze al forno), zuppa di pesce, purè di fave, fave e cozze, "cozze racanate", "scuma ti mari" (bianchetti), alici marinate nel limone (ricetta tipica delle "sciabiche", zona nel porto di Brindisi).

#### Bevande alcoliche, distillati, liquori
- Latte di mandorla: realizzato mettendo in infusione in acqua le mandorle finemente tritate e spremendo poi le stesse per farne uscire tutto il succo. La regione Puglia ha inserito il latte di mandorla nell'elenco dei prodotti agroalimentari tradizionali italiani.
- Limoncello: è un liquore dolce ottenuto dalla buccia del limone e arricchita da acqua, zucchero e alcool.

#### Formaggi
I formaggi brindisini sono per lo più di origine ovina, data la diffusione dell'allevamento delle pecore e delle capre. Nella stagione estiva si producono il cacioricotta, che si può consumare fresco o stagionato per qualche mese in modo che assuma un sapore più deciso e il caciocavallo.
Tipici della stagione invernale sono invece il formaggio pecorino, la ricotta e la ricotta forte (o ricotta 'scante per via del sapore che pizzica il palato). Quest'ultima si presenta come una crema spalmabile e si ottiene dalla fermentazione della ricotta. Viene impiegata per insaporire il ragù o spalmate sulla bruschetta.
I formaggi freschi i più diffusi sono la burrata, la giuncata, la manteca, la mozzarella o fior di latte.

#### Prodotti vegetali allo stato naturale o trasformati
Le verdure sono il vero protagonista della dieta tradizionale del Salento. Secondo la stagione, si trovano le cime di rapa, vari tipi di cavolo (verze, mùgnuli, ossia broccoli, cavolfiori, cavoli cappuccio), le bietole da erbette, il cardo, i peperoni, le melanzane e le zucchine (tutti serviti secchi al Sole o sott'olio), i carciofi di cui Brindisi è grande produttrice. Numerose sono anche le verdure selvatiche impiegate nella cucina tradizionale: le cicorie selvatiche, il tarassaco (o zangune), gli asparagi selvatici (preparati sott'olio), la senape selvatica, i cardi selvatici, i lampascioni detti anche pampasciuni o pampasciuli, i capperi. I funghi, pure spontanei, sono essiccati sole o serviti sott'olio.
Frequentissimo, nella cucina brindisina, è anche l'impiego di pomodori verdi o maturi: questi ultimi sono impiegati principalmente per la salsa di pomodoro, ma vengono consumati anche sott'olio, dopo un processo di essiccamento naturale. Significativo è anche il consumo di olive nere e verdi, schiacciate o in salamoia. Infine, diffusi sono anche legumi, quali i fagioli, i ceci, i piselli e le fave, da consumarsi fresche in primavera o secche durante la stagione invernale.
Tra le specialità preparate con la frutta si menziona la cotognata, il cotto di fico e i fichi secchi (preparati con un ripieno di mandorle), marmellata di arancio e limone e marmellata di fichi.

#### Paste fresche e prodotti della panetteria, pasticceria, confetteria
La pasta, come il pane, viene prodotta con farina poco raffinata e, quindi, assume un colorito scuro. Oggi si utilizzano anche farine di semola rimacinate mescolate in una certa percentuale con la farina tradizionale che, comunque, resta fondamentale. Tra i piatti tipici troviamo le lagane con legumi e, naturalmente, pasta al sugo: cavatelli, le celebri orecchiette (stacchioddi in dialetto brindisino), i ravioli con ripieno di ricotta.
Per quanto riguarda il pane, importanti specialità sono quello di grano duro, pane di semola e pane di orzo. Per la produzione del pane si utilizza il lievito naturale (detto criscituni) e la cottura avviene nel forno di pietra, utilizzando fascine di rami di ulivo che danno al pane un profumo particolare. Una tipologia tradizionale è il pane con le olive (detto anche puccia). Quest'ultimo è realizzato con una farina di grano molto più raffinata rispetto al pane semplice al quale vengono aggiunte olive nere di dimensioni piccole.
Fra i prodotti da forno importantissima anche la frisella, una sorta di pane duro disidratato, che serviva per essere conservato a lungo in casa; i taralli e i tarallini, anch'essi facilmente conservabili per lunghi periodi. Tipiche anche le focacce: le pucce e le uliate.
Tra i dolci brindisini il posto centrale è occupato dalla pasta di mandorle, ottenuta dalla macinazione di mandorle sgusciate e zucchero. Di solito si trova farcita con marmellata, tipicamente la cotognata o la mostarda (marmellata d'uva di varietà negroamaro). Un'altra specialità sono le cartellate, dei nastri di una sottile sfoglia di pasta, ottenuta con farina, olio e vino bianco, unita e avvolta su sé stessa sino a formare una sorta di "rosa" coreografica con cavità e aperture, che poi verrà fritta nell'olio. Secondo la ricetta tipica, una volta fritte le cartellate sono condite con vincotto tiepido o miele, e poi spolverizzate con cannella, zucchero a velo o confettini colorati.

#### Vino

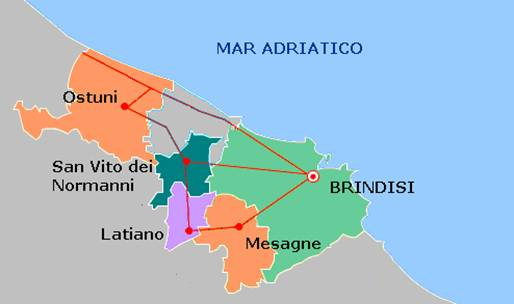
I comuni membri dell'Appia dei vini

Nel territorio di Brindisi è possibile produrre Aleatico di Puglia Doc, Ostuni Doc, Brindisi Rosso DOC, Brindisi Rosato DOC e Puglia Igt.
Lungo la Strada Appia dei vini, di cui il comune è membro, esistono varietà indigene di vitigni:
- Malvasia nera di Brindisi,
- Sangiovese;
- Negroamaro;
- Ottavianello;
- Susumaniello

## Geografia antropica

### Urbanistica

#### Origine

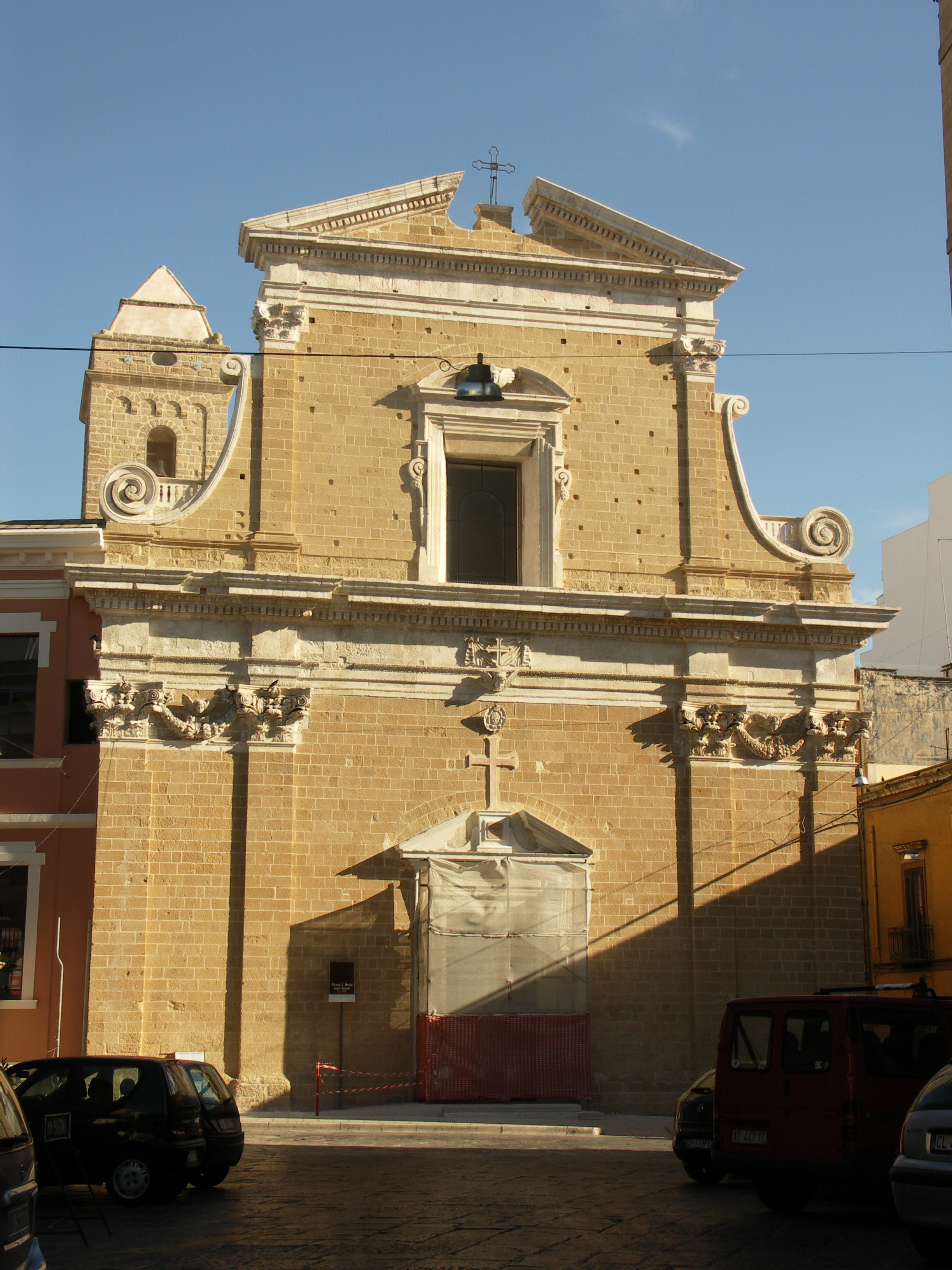
Chiesa di Santa Maria degli Angeli

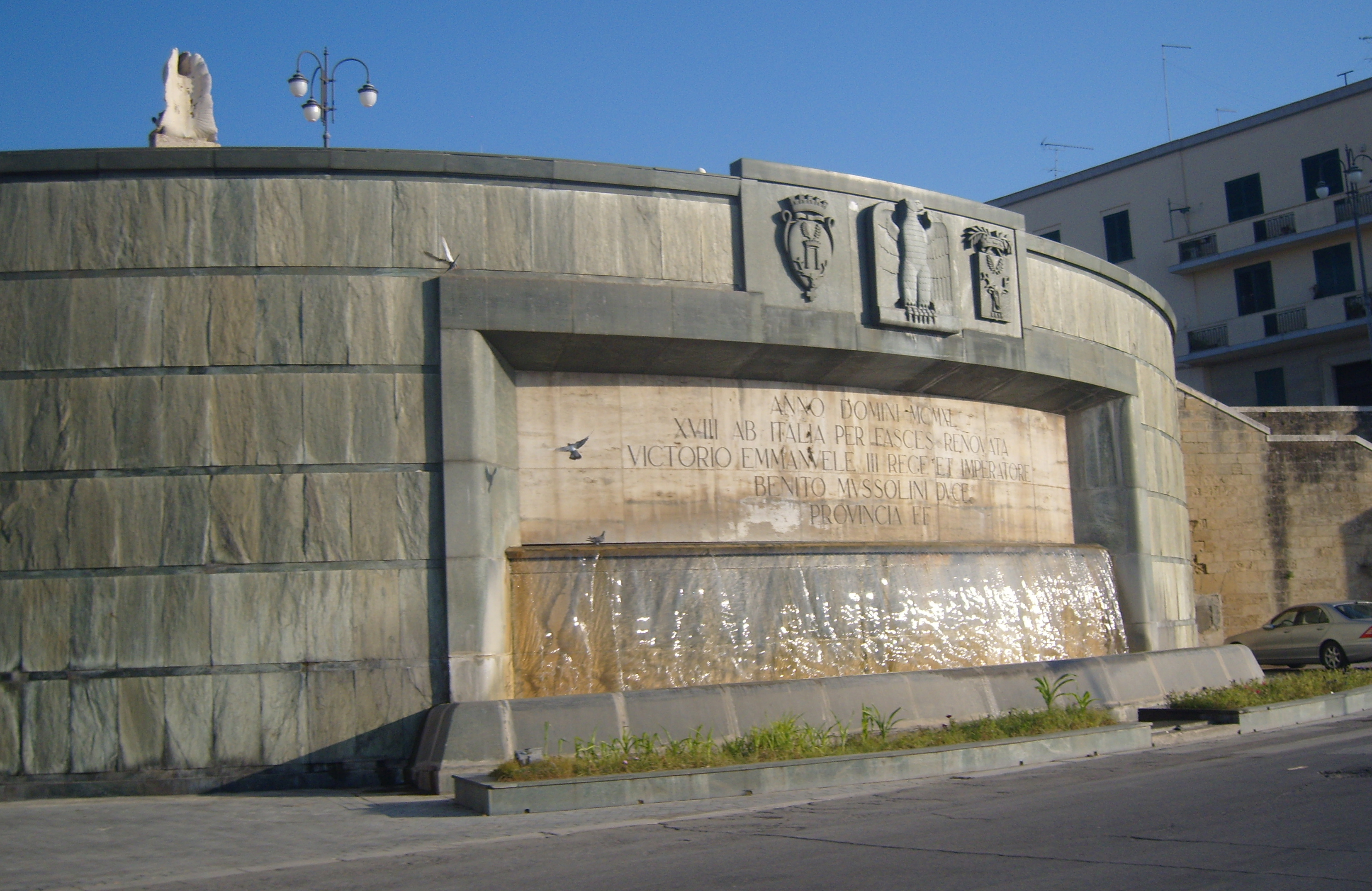
La Fontana Monumentale, edificata per volere dell'Amministrazione Provinciale nel 1940

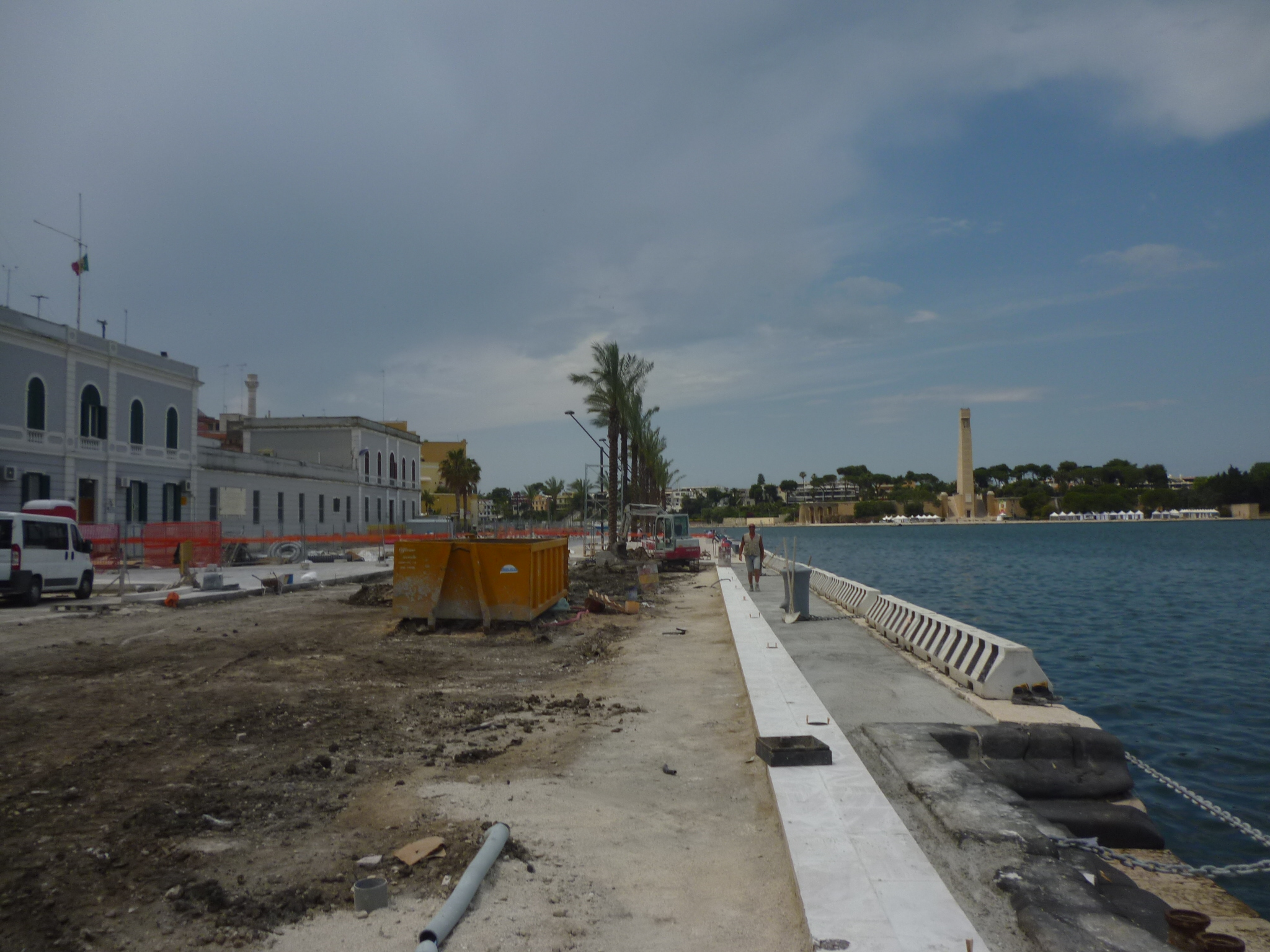
Negli anni 2000 ci fu un importante rifacimento di tutto il lungomare.

Da un punto di vista urbanistico, la città conosce i più antichi segni di antropizzazione nel territorio sul promontorio di Punta le Terrare, un'area costiera esterna al porto, ma si deve ai Messapi la formazione di una città nell'area dell'attuale centro urbano. Dell'impianto urbanistico della città messapica e di altre emergenze (la presunta agorà, i templi, le porte) non se ne hanno riscontri archeologici certi: gli scavi occasionali hanno restituito soprattutto tombe.

#### Periodo romano
Dopo che a Brindisi fu dedotta una colonia romana (244 a.C.), la città conobbe una espansione urbanistica notevole per lo sviluppo economico e sociale che ne conseguì. Secondo Plinio il Vecchio Brindisi era una delle più importanti città italiane portuali (Brundisium... in primis Italiae portu nobile).

#### Medioevo
Durante l'alto Medioevo Brindisi subì un forte declino; dopo che fu devastata dai Goti nel (VI secolo), Procopio la descrive come una piccola città senza mura difensive: l'abitato si restrinse in un ambito più piccolo, probabilmente attorno al tempio di San Leucio, fuori dal centro antico. Il porto fu abbandonato per alcuni secoli. La rinascita avvenne con l'ultima dominazione bizantina (XI secolo) e soprattutto coi Normanni e con gli Svevi (XII e XIII secolo), quando diviene scalo privilegiato per le Crociate e per tutti i traffici con l'Oriente. Successivamente la città si sviluppò intorno alla "rua maestra" (le attuali via Consiglio, piazza Sedile, via Fornari, largo Angeli e via Carmine), sulla quale si affacciavano i più importanti edifici privati cittadini. La città era divisa in tre rioni o "pittachi": Santo Stefano (nelle vicinanze delle colonne), Sant'Eufemia (nella zona di Santa Teresa) e San Toma (nella zona di Santa Lucia).
Se il passaggio della peste del 1348 e le seguenti discordie cittadine furono devastanti per Brindisi, il fatto che portò al collasso la città fu l'inopportuna ostruzione del canale di accesso al porto per timore di un attacco dal mare da parte dei Veneziani (1446): il conseguente impaludamento delle acque spopolò Brindisi. Sotto gli Aragonesi e gli spagnoli, i maggiori sforzi furono rivolti essenzialmente intorno alle fortificazioni (mura, castello di terra e forte a mare) e a fornire agevolazioni a popolazioni di immigrati (soprattutto greci, albanesi e slavoni).

#### Epoca moderna
Solo attraverso la riapertura del canale Pigonati (1775) la città conobbe un nuovo slancio che si riaprì ai traffici con l'Oriente soprattutto grazie alla istituzione della Valigia delle Indie sul finire dell'Ottocento.

#### Epoca contemporanea
Lo sviluppo demografico e urbanistico del Novecento ha portato al nuovo disegno della città moderna sovrapposta a quella antica a costo di sventramenti e demolizioni (quartieri delle Sciabiche, di San Pietro degli Schiavoni, Teatro Verdi, Torre dell'Orologio).
Oggi una nuova concezione urbanistica, per quanto tardiva, consente di programmare gli insediamenti di maggiore impatto architettonico fuori dal centro storico. Nel frattempo la città si espande oltre le mura del centro storico costituendo nuovi quartieri periferici: Commenda, Cappuccini, Sant'Angelo (negli anni 1950-1970) e poi Santa Chiara, Sant'Elia, Bozzano (anni 1980-2000) e Perrino (con i due sotto quartieri Villaggio S.Pietro e Villaggio S.Paolo).

### Suddivisioni amministrative
Le circoscrizioni del comune di Brindisi:
| Circoscrizione | Denominazione                                              |
| -------------- | ---------------------------------------------------------- |
| I              | Centro                                                     |
| II             | Commenda - Cappuccini - Minnuta - S.Chiara - S.Angelo      |
| III            | Casale - Paradiso - Torretta                               |
| IV             | Perrino - Bozzano - Villaggio S.Paolo - Villaggio S.Pietro |
| V              | Sant'Elia - La Rosa                                        |
| VI             | Tuturano                                                   |

### Frazioni
Tuturano è l'unica frazione di Brindisi abitata tutto l'anno. Sorge a 10 km a sud della città nella Piana di Brindisi e conta circa 4500 residenti. La frazione sconta la presenza, a pochi chilometri dall'abitato, di una delle centrali termoelettriche più grandi d'Europa: la centrale Federico II di proprietà dell'Enel.

## Economia
Pur godendo di una tradizione agricola molto importante, lo sviluppo industriale, veloce e massiccio nel corso del XX secolo, ha comportato cambiamenti radicali al tessuto economico, ma anche urbano e sociale della città con una conseguente cementificazione di parte della costa.
Sfruttando la posizione del porto, Brindisi è uno dei più importanti scali marittimi per la Grecia, la Turchia e l'Albania.

### Agricoltura

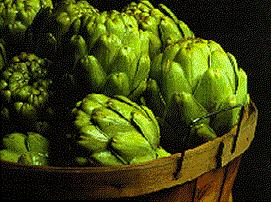
Carciofi

L'agricoltura brindisina raggiunge i suoi "primati" nell'orticoltura, viticoltura, frutticoltura e olivicoltura. Sicuramente il settore che ha segnato il territorio per secoli si basa su colture di mandorli, olivi, tabacco, carciofi, cereali. L'agricoltura ha però conosciuto negli ultimi decenni una dinamica sfavorevole, forse da imputare una crisi dovuta all'elevata età media degli imprenditori agricoli (superiore ai 50 anni). È, quindi, auspicabile un ricambio generazionale del settore per garantire una maggiore dinamicità ed evitare un ulteriore indebolimento, in termini di incidenza del settore nell'economia totale.
Per quanto concerne la zootecnia è consistente con allevamenti di capi bovini e ovi-caprini.

### Industria
L'industria brindisina si identifica principalmente con l'industria chimica e aeronautica.

#### Polo industriale chimico
L'industria chimica, nelle sue più svariate accezioni (alimentare, energetica, farmaceutica o di processo) è nel territorio brindisino assai sviluppata. La Federchimica riconosce Brindisi e provincia un polo industriale chimico.
I diversi stabilimenti dell'Eni, dislocati come Versalis, ed EniPower sono inseriti del resto proprio nel polo petrolchimico di Brindisi, situato alla periferia della città, e si affaccia sul mare Adriatico. Negli ultimi anni, con l'entrata in esercizio della nuova centrale, degli impianti originali sono rimasti in esercizio i soli generatori direttamente alimentati con vapore di recupero dall'adiacente impianto di "cracking idrocarburi" di altre società Eni e una caldaia come riserva fredda.
Brindisi è filiale produttiva della multinazionale farmaceutica Sanofi.

#### L'area energetica
Brindisi è leader per la produzione di energia elettrica in Italia. Sul territorio comunale insistono tre grandi centrali pertinenti ai gruppi Enel, Edipower ed EniPower ed è inoltre in progetto la realizzazione di un'importante centrale fotovoltaica.
- piattaforma petrolifera dell'ENI: attiva dal 2008, si trova a 45 km dalla costa brindisina, ed ospita circa 200 addetti h24. Ha un pozzo fra i più profondi al mondo che attinge greggio a 850 metri di profondità sotto il livello del mare e a oltre mille metri dal fondale marino. La piattaforma "Aquila" ha quasi terminato la propria vita utile[76].
- centrale ENEL Federico II: è una centrale termoelettrica articolata su 4 sezioni termoelettriche policombustibili dalla potenza di 660 MW ciascuna, è entrata in servizio tra il 1991 e il 1993.
- Centrale Edipower di Brindisi: situata presso Costa Morena, nella zona industriale di Brindisi. Ne fu iniziata la costruzione nel luglio del 1964.
- Centrale EniPower di Brindisi: la centrale termoelettrica a ciclo combinato di EniPower, una volta completata, con una potenza installata di 1.170 megawatt, sarà la più potente tra quelle della Società Eni.
- Terminale di rigassificazione di Brindisi: è in progetto nell'area del Porto Esterno di brindisi, denominata Capobianco, la costruzione di un rigassificatore ad opera della società "Brindisi LNG Spa". L'iter autorizzativo è al momento in fase di completamento della procedura di Valutazione di Impatto Ambientale nazionale, iniziata dalla società nel gennaio 2008.
- Impianto fotovoltaico: è in progetto la realizzazione del parco fotovoltaico più grande d'Europa (con potenza di 11 MWp), che dovrebbe entrare in funzione nel 2010, sul sito dell'ex-polo petrolchimico. Il gruppo industriale incaricato della costruzione verrà affiancato dalle Università della Puglia.

#### Il settore aeronautico
A Brindisi sono dislocati gli stabilimenti di Avio Aero (centro di eccellenza per i motori militari) e di Leonardo (produzione di strutture metalliche e revisione di elicotteri).

### Servizi
La crescita del settore terziario nella provincia è confermata dall'analisi del trend sempre crescente che ha accompagnato i servizi nella creazione del valore aggiunto tra il 1995 e il 2004 (dal 66,8% al 75,5%), dimostrando quindi il fatto che Brindisi (ancora più che la provincia) si sta indirizzando verso uno sviluppo terziarizzato, abbandonando la forte vocazione industriale.
Ad oggi è in questo settore economico che si può ritrovare il contributo principale alla formazione del valore aggiunto brindisino: una produzione complessiva di quasi 6.000 milioni di euro, pari al 75,5% dell'output totale.

### Turismo
Negli ultimi anni il Turismo nella città è aumentato in modo massiccio grazie alle tratte crocieristiche che la vedono interessata sia come porto di partenza, che di arrivo. Nel 2017 è stata inserita dalla celebre agenzia di viaggi on-line, Edreams al decimo posto della classifica "Summer Trends 2017", superando località come Mykonos e Amsterdam. Sempre riguardo alla stessa classifica, Brindisi viene definita la città "rivelazione 2017".
Negli ultimi anni si è dimostrata meta di transito, ma è riuscita ad avere un buon incremento del turismo stanziale.

## Infrastrutture e trasporti

### Strade
Le principali direttrici stradali di Brindisi sono:
- Superstrada Bari-Lecce: in realtà unione di vari tratti di strade statali diverse, collega Brindisi con Lecce, con Bari e con l'Autostrada A14.
- SS 16 Adriatica: costituisce la Tangenziale di Brindisi e collega la città con San Vito dei Normanni e con Lecce.
- Superstrada Brindisi-Taranto collega Brindisi con Taranto.

### Ferrovie
I trasporti ferroviari sono assicurati dalla Stazione di Brindisi, un importante snodo ferroviario della Puglia, punto di incontro tra la Ferrovia Adriatica e la Ferrovia Taranto-Brindisi. La stazione appartiene al circuito Centostazioni e presenta collegamenti verso tutte le località servite dalla linea adriatica e ionica.
È invece stata dismessa nel 2006 la linea ferroviaria Brindisi – Brindisi Marittima che ha permesso l'allargamento della sede stradale di via del Mare, con la conseguente creazione di nuove zone di sosta per le auto, e consentendo inoltre di risolvere buona parte dei disagi rivenienti proprio dalla carenza di parcheggi. La stazione di Brindisi Marittima è divenuta Autorità Portuale di Brindisi.

### Il porto

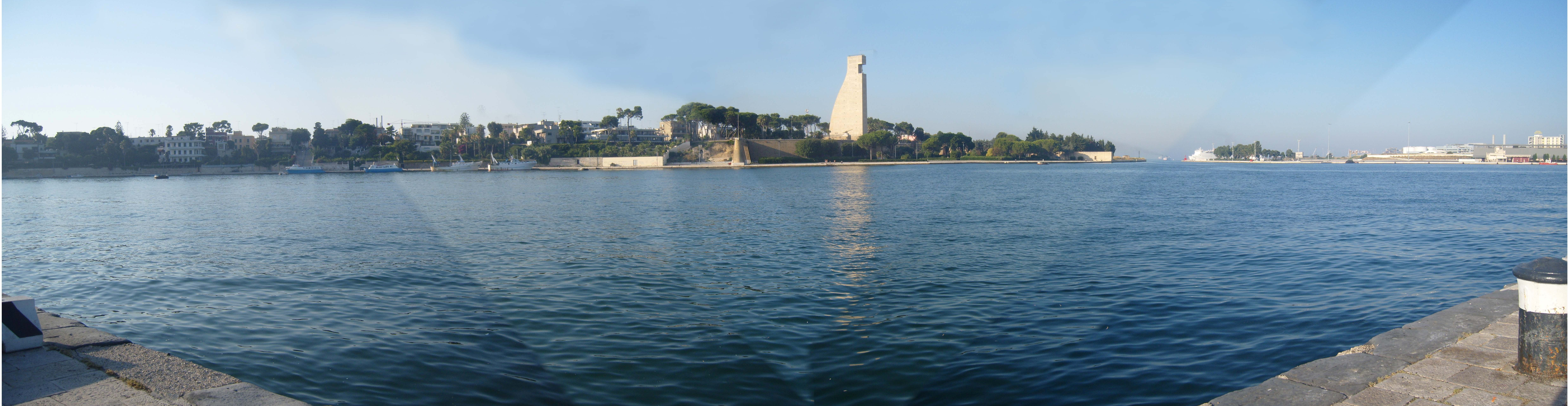
Il porto di Brindisi

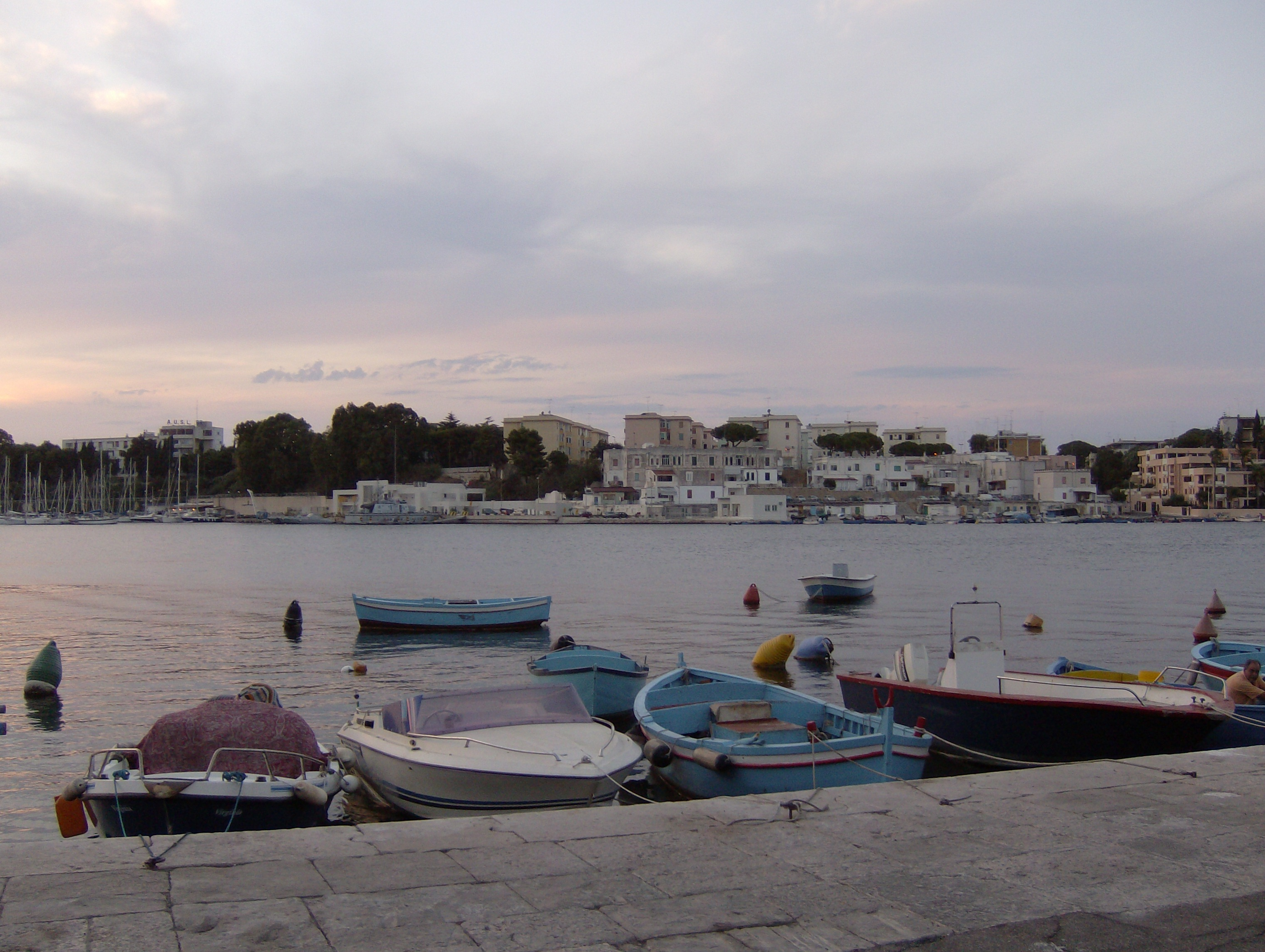
Il porto di Brindisi

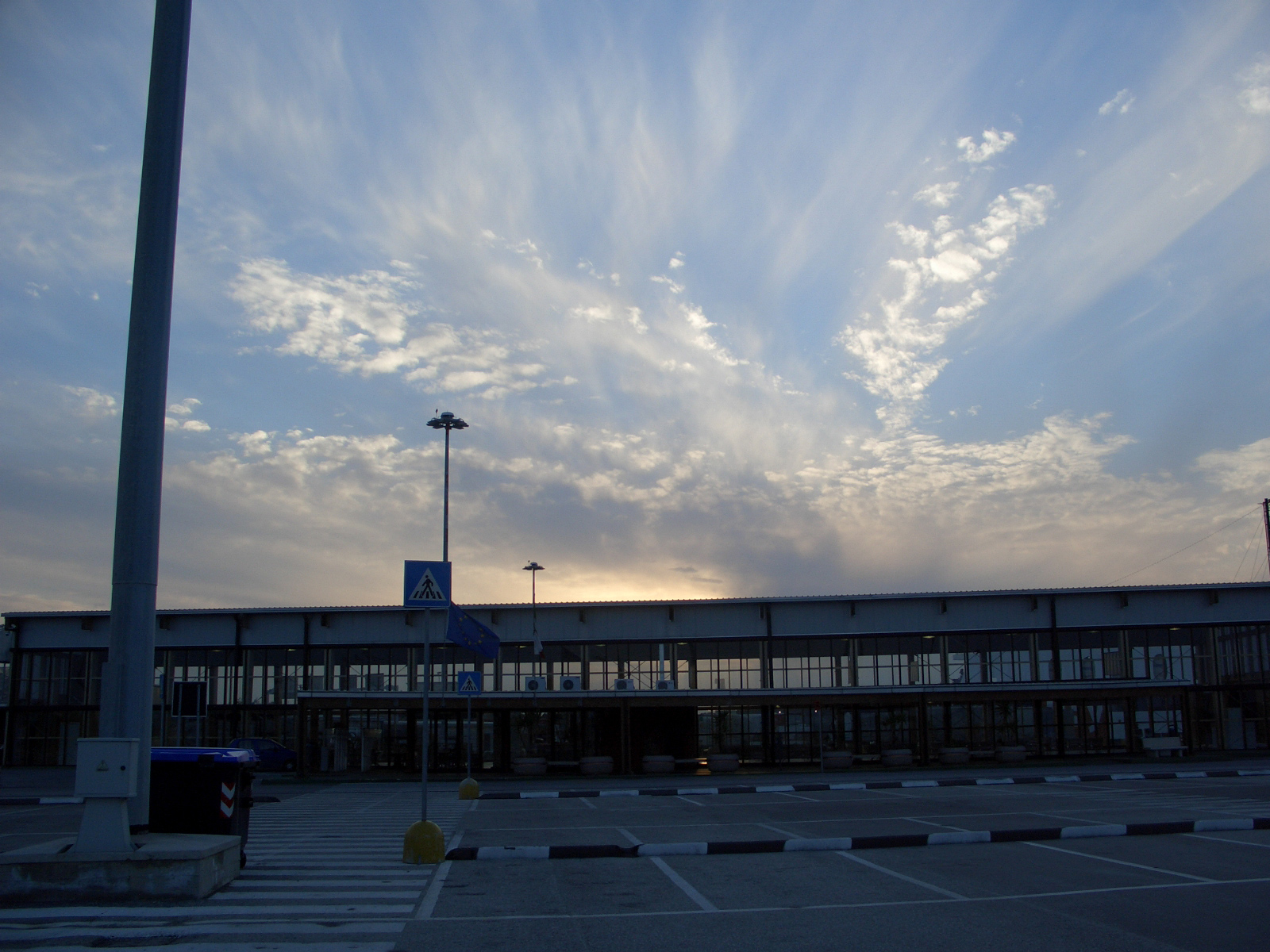
Costa Morena

Il porto di Brindisi da sempre al centro dei traffici commerciali con la Grecia e l'Oriente, ha sempre rappresentato la fortuna della città.
Oggi è un porto turistico, commerciale e industriale, uno dei più importanti del mare Adriatico. Il traffico mercantile concerne carbone, olio combustibile, gas naturale, prodotti chimici.
Il porto si compone in tre parti:
- Il Porto esterno: i cui limiti sono a Sud la terraferma, a est le isole Pedagne, a ovest dall'isola Sant'Andrea e dal molo di Costa Morena e, a Nord, dalla diga di Punta Riso.
- Il Porto medio è formato dallo specchio di mare che si trova prima del canale Pigonati, l'accesso al porto interno, il bacino a nord forma le Bocche di Puglia.
- Il Porto interno è formato da due lunghi bracci che toccano il centro di Brindisi sia a nord che ad est, essi sono il "seno di ponente" e "seno di levante".

Le banchine di Costa Morena si sviluppano per 1.170 m, con profondità di 14 metri e piazzali per 300.000 m². Lungo la diga di Costa Morena (500 m) si sviluppa il sistema, a mezzo nastro e tubature, per lo sbarco dei prodotti destinati all'alimentazione delle centrali elettriche di Brindisi sud e nord. A Punta delle Terrare sono operativi 270 m di banchine per il traffico Roll-on/roll-off con possibilità di ormeggio contemporaneo di cinque navi.

### Aeroporto Internazionale del Salento
L'aeroporto di Brindisi ha collegamenti giornalieri con le maggiori città italiane ed europee. Lo scalo, distante 6 km dal centro cittadino, serve l'intera provincia di Brindisi, quella di Lecce ed in parte anche quella di Taranto. Nel 2017 sono transitati complessivamente 2.321.147 passeggeri.
L'aeroporto nasce negli anni venti con la costruzione di una pista militare (per anni è stato operativo a Brindisi il 32º Stormo ed il Centro di soccorso e recupero in mare "S.A.R.")e viene intitolato ad Orazio Pierozzi, aviatore della prima guerra mondiale. Le strutture militari sono tuttora operative e mantengono lo stesso nome, ma con decreto interministeriale dell'11 settembre 2008, l'aeroporto ha assunto lo stato giuridico di aeroporto civile appartenente allo Stato, aperto al traffico militare. È attualmente intitolato ad Antonio Papola, in memoria del comandante di aeromobile civile, deceduto il 13 febbraio 1938 per incidente di volo, e del suo stretto legame con la città. È ufficialmente anche denominato "del Casale" (in riferimento tanto alla chiesa romanica sita vicinissima alla recinzione dell'area che al quartiere in cui è situato) e conosciuto inoltre come "Aeroporto del Salento". 
È dotato di due piste, una in direzione NW-SE lunga 3.330 m, l'altra in direzione NE-SW lunga 1.950 m. Le loro caratteristiche sono tali da consentire l'atterraggio anche a grandi aerei da trasporto come l'Antonov An-124 Ruslan o il Boeing 747. 

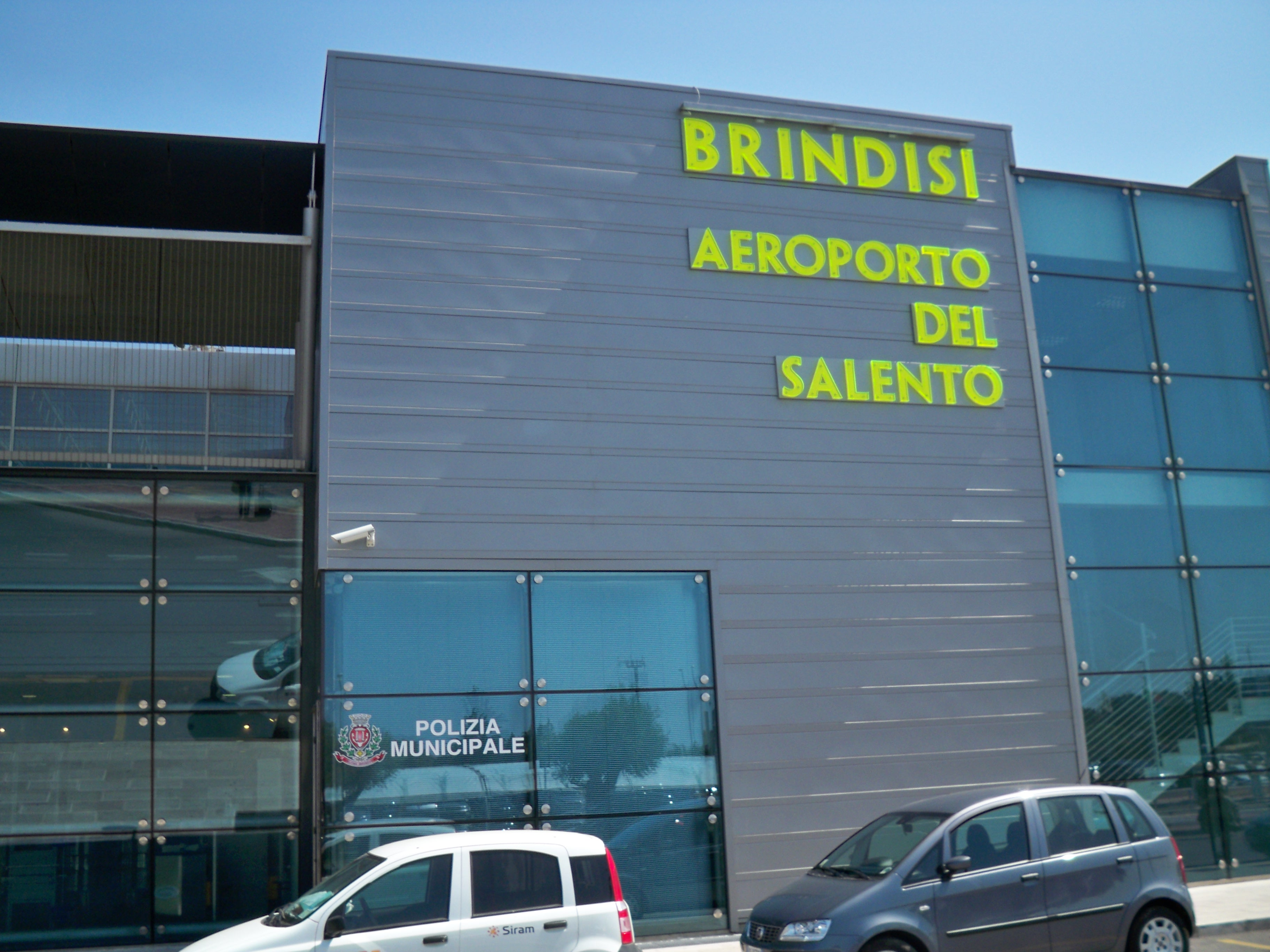
L'aeroporto di Brindisi

Il posizionamento dell'aeroporto all'interno dell'area mediterranea, insieme alla sua naturale potenzialità multimodale (il porto è a pochi chilometri di distanza), hanno reso la base di importanza strategica, sia per quanto concerne la Difesa nazionale che in un'ottica NATO. Al riguardo, è da ricordare che fino a pochi anni fa sull'aeroporto ha avuto sede il 32º Stormo dell'Aeronautica Militare e che fino al 2000 era attivo nella zona godendo, in passato, un ruolo strategico per il controllo dell'area dei paesi dell'Unione Sovietica con l'appoggio della vicina base Nato di San Vito dei Normanni (che dista 10 km dalla città) un importante centro di Telecomunicazioni dell'USAF, attualmente dismesso.
Per le stesse motivazioni strategiche, negli anni '90 l'aeroporto è stato scelto come principale base logistica mondiale dalle Nazioni Unite per il supporto alle operazioni di "peacekeeping" e "peace-enforcement" in tutto il globo che fino allora era ospitata presso l'Aeroporto di Pisa - San Giusto. Operativa a partire dal 1994 come Base logistica delle Nazioni Unite (UNLB), a partire dal 2010, è conosciuta, insieme alla Base ONU di supporto di Valencia (UNSBV), come Centro servizi globali delle Nazioni Unite (UNGSC).
Nel 2000 anche il deposito umanitario delle Nazioni Unite si è trasferito dall'aeroporto di Pisa a quello di Brindisi. Da allora è gestito dal World Foood Programme ed è conosciuto come Base di pronto intervento umanitario delle Nazioni Unite (UNHRD). Per conto di organizzazioni governative, altre agenzie ONU e di ONG, dalla base UNHRD di Brindisi partono gli aiuti umanitari verso le aree più remote e disastrate del pianeta.
L'aeroporto è stato recentemente rinnovato e ristrutturato. Così sono stati modernizzati i controlli ed il check-in, nonché l'area di attesa dei passeggeri e quella dei gate, dimostrando di essere uno dei più importanti snodi dell'intero Salento e non solo.

### Mobilità urbana
La Società Trasporti Pubblici di Brindisi, garantisce un servizio di trasporto pubblico urbano e il collegamento del capoluogo con gli altri comuni della provincia.
Inoltre, questa società assicura il servizio di trasporto via mare nelle acque interne del porto di Brindisi con la cosiddetta "Motobarca" che mette in collegamento il quartiere Centro con il quartiere Casale.

## Amministrazione
Elenco dei sindaci dal 1994:
| Periodo           | Periodo           | Primo cittadino     | Partito         | Carica      | Note                        |
| ----------------- | ----------------- | ------------------- | --------------- | ----------- | --------------------------- |
| 5 dicembre 1994   | 18 dicembre 1995  | Michele Errico      | PDS             | Sindaco     |                             |
| 12 marzo 1996     | 10 giugno 1996    | Isabella Giannolla  |                 | Comm. pref. |                             |
| 10 giugno 1996    | 9 giugno 1997     | Lorenzo Maggi       | centro-destra   | Sindaco     |                             |
| 17 novembre 1997  | 28 maggio 2002    | Giovanni Antonino   | Forza Italia    | Sindaco     | [ 88 ]                      |
| 28 maggio 2002    | 5 novembre 2003   | Giovanni Antonino   | centro-sinistra | Sindaco     |                             |
| 5 novembre 2003   | 14 giugno 2004    | Bruno Pezzuto       |                 | Comm. pref. |                             |
| 14 giugno 2004    | 1º settembre 2011 | Domenico Mennitti   | centro-destra   | Sindaco     | [ 89 ]                      |
| 1º settembre 2011 | 12 maggio 2012    | Bruno Pezzuto       |                 | Comm. pref. |                             |
| 12 maggio 2012    | 11 febbraio 2016  | Cosimo Consales     | centro-sinistra | Sindaco     | Sospeso dal 6 febbraio 2016 |
| 11 febbraio 2016  | 19 giugno 2016    | Cesare Castelli     |                 | Comm. pref. |                             |
| 19 giugno 2016    | 26 maggio 2017    | Angela Carluccio    | centro-destra   | Sindaco     |                             |
| 27 maggio 2017    | 24 giugno 2018    | Santi Giuffrè       |                 | Comm. pref. |                             |
| 24 giugno 2018    | 1º giugno 2023    | Riccardo Rossi      | PD-LeU-Civiche  | Sindaco     |                             |
| 1º giugno 2023    | in carica         | Giuseppe Marchionna | centro-destra   | Sindaco     |                             |

### Consolati
Brindisi è sede dei seguenti consolati:
- Francia (temporaneamente chiuso)
- Grecia (consolato onorario)
- Polonia (consolato onorario)
- Paesi Bassi

### Gemellaggi
Brindisi è gemellata con i seguenti comuni:
- Lushnjë;
- Patrasso;
- Corfù.[92]

## Sport
La città di Brindisi è stata proclamata Città Europea dello Sport per l'anno 2014 dall'ACES, Associazione delle Capitali Europee dello Sport, in concomitanza con Ascoli Piceno e Latina. Il riconoscimento è stato conferito nel 2012 a Bruxelles, presso la sede del Parlamento europeo.
Il Brindisi è la principale squadra di calcio della città. Nel corso della sua storia, ha disputato sei campionati di Serie B. Attualmente milita in Eccellenza.
Degna di nota è stata anche la Gioventù Brindisi, trovatasi a giocare nel campionato di Serie C2 1982-83 il derby cittadino contro il Brindisi, rendendolo un unicum. Il bilancio di tale evento, in calendario alla prima giornata di campionato e che non si è mai più ripetuto nella storia calcistica brindisina, è di una vittoria per parte, sempre per 1-0.
Le altre società calcistiche con sede nel comune sono: la Cedas Avio Brindisi, militante nel girone B del campionato di Promozione pugliese, l'EuroSport Accademy militante in Seconda Categoria e il Casale Cacio, militante nel girone C della Terza Categoria pugliese; per il calcio a 5, il Brindisi Futsal Club calcio a 5 Femminile, fondata nel 2013, e il Futsal Brindisi, militante da alcuni anni in Serie C1.
Il calcio femminile è rappresentato dalla società della Nitor Brindisi, attiva a livello di settore giovanile, e con una prima squadra femminile militante nel campionato di Serie C.
La principale società di pallacanestro è la New Basket Brindisi, che disputa nella stagione sportiva 2024/2025 il campionato di Lega A2, nonostante abbia giocato nella massima serie ininterrottamente dalla stagione 2011/12 fino alla 2023/24, ed avendo raggiunto due finali di Coppa Italia nelle edizioni 2019 e 2020. Nel comune disputano il loro campionato diverse società minori: la Dinamo Brindisi (militante in C Gold), l'Invicta Brindisi e l'Assi Basket Brindisi, tutte militanti in C2. In Promozione militano il Basket Brindisi, l'Asteryx Brindisi e altre sette squadre militanti in Prima Divisione. In tutto, quindi, la città di Brindisi può vantare ben dodici società cestistiche maschili.
La squadra di pallacanestro femminile, è stata per lungo tempo Futura Basket Brindisi che ha partecipato anche ad un campionato di serie A2. Attualmente è attiva la squadra dilettantistica della VoloRosa Brindisi.
Nel rugby troviamo l'Appia Rugby che gioca al campo di Sant'Elia e militante in Serie C, mentre in passato hanno rappresentato la città il Nafta Rugby Brindisi e l'Artas Rugby.
Nella pallavolo è stata attiva la squadra dell'Assi Amatori Volley 2006 che ha disputato il campionato di Serie B1 Femminile, nella stagione 2014/15. Attualmente c'è l'Aurora Volley Brindisi, militante in serie C1.
Grande tradizione sportiva cittadina è data anche dal tennis, che ha come suo massimo esponente l'ex tennista Flavia Pennetta, prima italiana a vincere un grande Slam oltre che ad entrare nella top-ten mondiale.
Ottimi risultati sono stati raggiunti anche a livello di scherma e pugilato.
Nel 1971 Brindisi è stata sede di arrivo del prologo del Giro d'Italia, una cronometro a squadre di 62 km con partenza da Lecce vinta dalla Salvarani.
Nel 2020 Brindisi è stata sede di arrivo della 7ª tappa del Giro d’Italia 2020, con partenza da Matera e vinta da Arnaud Démare.

### Impianti sportivi
- Stadio Franco Fanuzzi: stadio comunale, dove milita la squadra del Brindisi Calcio
- PalaPentassuglia: palazzetto dello sport, dove milita l'Happy Casa Brindisi
- PalaMelfi: palazzetto dello sport sito presso il quartiere Casale
- Palazzetto comunale "Giovanni e Carlo Zumbo"(ex palazzetto di via Castello)
- Centro polisportivo "contrada Masseriola": atletica, nuoto, palazzetto dello sport
- Piscina "G.Parodo": piscina della marina militare (sede di gare regionali)
- Piscina "Marimisti": piscina comunale nel quartiere Sant'Elia.
- Piscina "Sottosopra": associazione sportiva dilettantistica quartiere Bozzano
- Circolo Tennis Brindisi: Campi da tennis
- Centro polisportivo di Sant'Elia: campo da rugby, palazzetto dello sport (tecnostatico), campo da tennis
- Palestra comunale "Galiano" o Palestra "Italiana", dove ha militato la squadra cestistica brindisina prima della costruzione del Pala Pentassuglia e che ora ospita la società Ginnastica Brindisi Temese
- Campo sportivo "Torretta" sito nel quartiere Paradiso
- Pattinodromo comunale di Viale Duca degli Abruzzi